# Kasteel van Batavia
Kasteel Batavia (ook Casteel van Batavia of Fort Batavia) was een fort van de Verenigde Oostindische Compagnie (VOC) in Batavia.
Het was een vesting gelegen aan de monding van de Ciliwung in Jakarta. Het was het bestuurlijk centrum van de VOC in Azië, maar het was ook de residentie van de gouverneur-generaal, de hoogste VOC-functionaris in Oost-Indië, die de Raad van Indië voorzat, het uitvoerend comité dat de beslissingen nam in Oost-Indië.

## Geschiedenis
Met de bouw werd in 1619 of 1620 begonnen, na de inname door de VOC van de plaats Jacatra. Het grensde in de beginjaren ter westzijde aan Fort Jacatra en bij aanvang van de bouw in het noorden aan de Javazee. Het meest noordelijke gedeelte lag tijdens de bouw zelfs in zee. In totaal telde de vesting vier bastions, die de namen kregen van Diamant en Robijn in het zuiden en Parel en Saphier in het noorden. De toegangspoort in het noorden, aan de zeekant, heette Waterpoort, die in het zuiden Landpoort, die de hoofdingang vormde. De werkzaamheden vorderden erg langzaam. Acht jaar later was het fort nog niet klaar. De vestingmuren aan de landzijde waren eerder gereed dan die aan de zeezijde, wat de indruk geeft dat het fort in eerste instantie gebouwd was tegen aanvallen van overland.
Uit de dagboeken van gouverneur-generaal Jan Pieterszoon Coen blijkt dat de vesting begin november 1627 drie aarden wallen had en aan de zeezijde een houten pallissade. De bedoeling was om aan de zeezijde, van bastion Parel naar Saphier, een stenen gebouw neer te zetten van twee verdiepingen en bedekt met een plat dak. Het plan ging niet door, aangezien het fort in augustus 1628 werd aangevallen en daaruit bleek dat de verdedigingsmogelijkheden drastisch verbeterd moesten worden.
De gebouwen binnen de vesting waren in het begin nog eenvoudig, maar werden allengs steeds imposanter. Dit ging ten koste van de weerbaarheid van het fort. Zo werden de platte daken, waarop de verdedigers zich tijdens een inval hadden kunnen terugtrekken, vervangen door hoge, puntige pannendaken.
Binnen de vestingmuren stond de residentie van de gouverneur-generaal met twee verdiepingen en uiteindelijk met een puntdak. Ertegenover stond de woning van de directeur-generaal, de op een na hoogste functie van de VOC buiten de Republiek der Zeven Verenigde Nederlanden. Verder was er onder meer een kapel, woningen voor de opperkooplui en een boekdrukkerij. De gewezen gouverneur-generaal Adriaen Valckenier verbleef tot aan zijn overlijden zo'n tien jaar in de kerker van het bastion Robijn. In het complex werden ook slaven gehouden.
Het fort werd afgebroken toen Herman Willem Daendels er namens Frankrijk gouverneur-generaal was. Met de afbraak werd in 1809 begonnen. Een deel van het VOC-archief, dat toen in het kasteel bewaard werd, ging daarbij verloren. In de jaren tachtig van de twintigste eeuw werd een deel van de plek waar de vesting gestaan heeft nog Kota Inten genoemd (Diamanten Vesting).

### Fort Jacatra
Pieter Both, de eerste gekozen Gouverneur-generaal van Nederlands-Indië, benoemde kapitein Jacques l'Hermite om een 2500 vierkante vadem (10.000 vierkante meter) grond in Jayakarta te verwerven om een VOC-loge (handelspost) te vestigen. Het verzoek werd ingewilligd door prins Jayawikarta, de heerser van Jayakarta (het tegenwoordige Sunda Kelapa), onder een grote som geld (1200 real). Deze grond ligt aan de oostelijke oever van Ciliwung, in de buurt van de Chinese wijk. In 1612 bouwden de Nederlanders een loge, een huis en een factorij op dit land, dat als geheel bekend stond als het Nassau Huis. Deze overeenkomst werd gehandhaafd tijdens het bestuur van Gouverneur-generaal Gerard Reynst en later Laurens Reael.

### Plan voor Kasteel Batavia

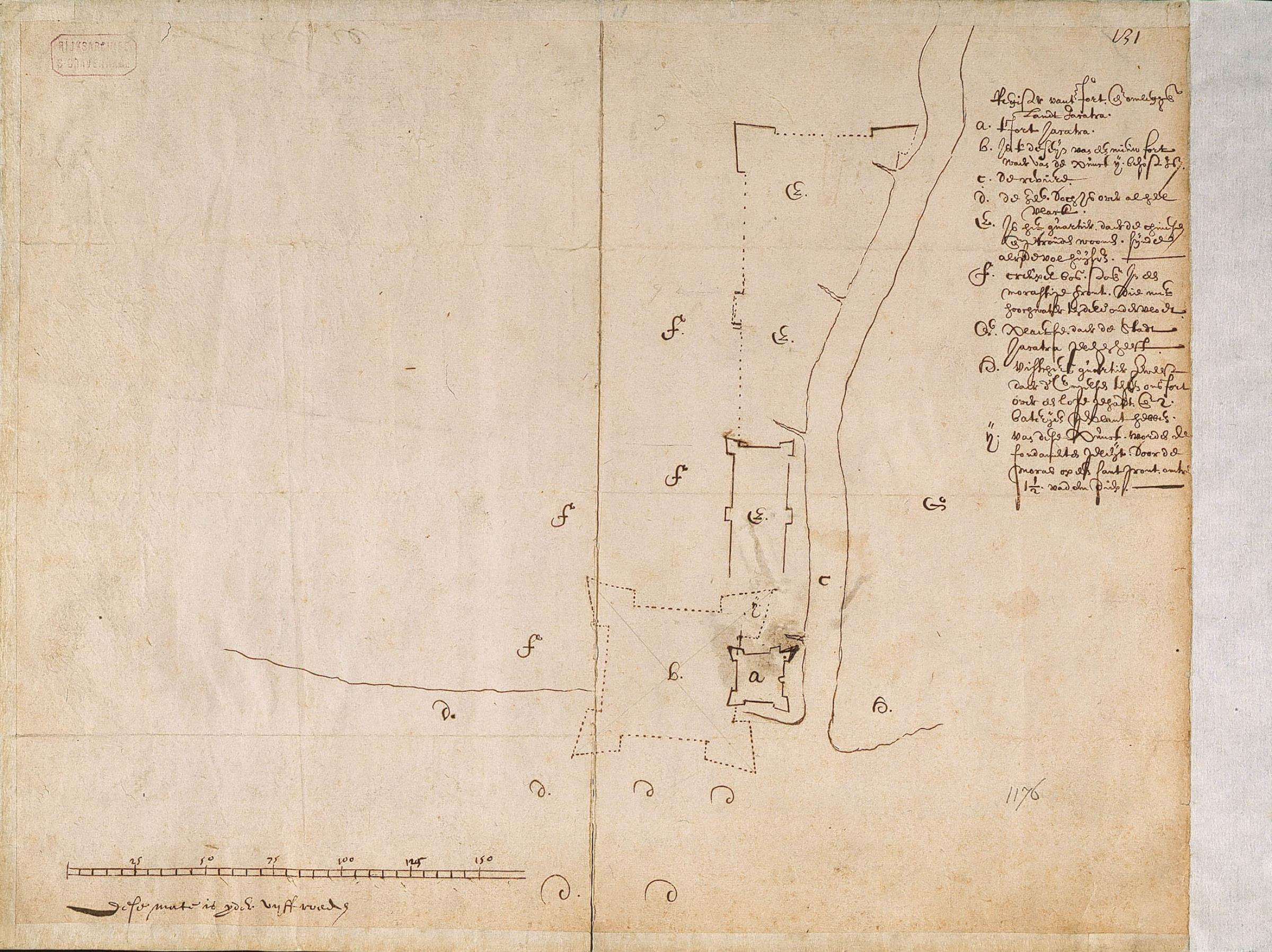
Deze kaart toont Fort Jacatra (a) en het nieuwe plan voor Kasteel Batavia (b).

Toen Jan Pieterszoon Coen de Gouverneur-generaal van Nederlands-Indië werd, bouwde hij in 1617 nog een loge aan het oosten van het Nassau Huis, Mauritius genaamd. In 1618 liet Coen een trailerhelling, een ziekenhuis en afzettingen van metselwerkkanonnen bouwen die de kanonnen aanvulden op deze helling op het eiland Onrust. Later liet Coen de twee huizen tot een vierkant fort versterken, omringd door een massieve stenen muur van 9 voet lang en 6 tot 7 voet dik, en het uitrusten met kanonnen. Dit nieuwe fortgebouw stond bekend als Fort Jacatra. Toen Coen naar Ambon voer, nam Pieter van den Broecke tijdelijk het bevel van Fort Jacatra over. Deze nieuwe situatie creëerde een spanning tussen de VOC en prins Jayawikarta. Het Sultanaat van Banten besloot om Jayawikarta uit zijn positie te verwijderen onder beschuldiging een vriendschapsovereenkomst te hebben gesloten met de Britten zonder voorafgaande toestemming. De VOC verwelkomde die beslissing en stichtte op 12 maart 1619 een nieuwe vesting genaamd Kasteel Batavia. Coen was ontstemd dat zijn verzoek om het kasteel en de stad Nieuw Hoorn te noemen (naar zijn geboorteplaats) niet werd ingewilligd. Kasteel Batavia was negen keer groter dan Fort Jacatra en bevond zich ten oosten daarvan. Op 30 mei 1619 verwoestte Coen Jayakarta en verdreef de bevolking, waarbij het gebied een deel van Batavia werd. Op 4 maart 1621 was Batavia officieel de naam van de stad en ook het centrum van het VOC-handelsrijk dat zich uitstrekte van Kaap de Goede Hoop tot aan Japan.

### Bouw van Kasteel Batavia
De bouw van Kasteel Batavia begon in 1620; de plek lag net ten oosten van Fort Jacatra. De bouw duurde meer dan acht jaar vanwege het ontbreken van de juiste bouwmaterialen. Materiaal werd door de Gouverneur-generaal en de Raad meerdere malen aangevraagd in de zogenaamde "lijsten van eisen" (de Eijs) die naar Nederland werden gestuurd. Fort Jacatra werd beetje bij beetje opgeslokt door Kasteel Batavia tot aan de volledige sloop tussen 1627 en 1632. 
Aan het einde van de ambtstermijn van Antonio van Diemen had de vesting zijn vorm, organisatie en rechtspraak die het tot het einde bewaarde. De samenleving bleef echter veranderen. Ook veranderde de kustlijn van Batavia. Omdat Kasteel Batavia op een laaggelegen kustvlakte lag met moerassen aan weerszijden, stroomden de kanalen nauwelijks en slibden na ontbossing en erosie in de ommelanden langzaam dicht met sedimenten uit de modderige rivier. Snelle verzanding deed zich ook voor aan de kust. Aan het einde van de 18e eeuw lag Kasteel Batavia, oorspronkelijk gebouwd aan de kust, meer dan twee kilometer landinwaarts. De aangeslibde kust speelde een belangrijke rol in de ongezondheid van Batavia: bij hoog water werd dit gebied overstroomd door de zee en bedekt met het afval van de stad en giftige kwallen. Bij eb bleef zeewater achter in veel plassen en stroomgebieden. In deze tijd dacht men nog dat ziekte werd verspreid door "slechte dampen" die uit de grond kwamen en miasmata bevatten - kleine deeltjes in de lucht die ziektes dragen. Andere kenmerken die bijdroegen tot de achteruitgang van Batavia in het algemeen waren de vervuilde grachten, de kerkhoven, de kwaliteit van het drinkwater en het graven van nog meer waterwegen die fungeerden als kweekvijvers voor malariamuggen.
In 1751 werden de zuidelijke (landzijde) vliesgevel en de Landpoort gesloopt; het kasteel kreeg een opening naar het Kasteelplein. In 1756 werd de Waterpoort aan de zee herbouwd. Rond deze periode was men in Batavia zo ziek geworden dat men naar het schonere zuiden van de stad verhuisde. De volledige ontmanteling van het kasteel begon in 1809 toen Gouverneur Daendels besloot om het bestuurlijk centrum naar het zuidelijke gebied van Weltevreden te verplaatsen. Kasteel Batavia werd langzaam afgebroken en de stenen werden opnieuw gebruikt om het nieuwe Paleis van Daendels (nu het Indonesische Ministerie van Financiën) te bouwen. Fabrieken en pakhuizen werden gebouwd in het gebied waar het kasteel ooit heeft gestaan en dat is tot nu toe zo gebleven.

### Structuur

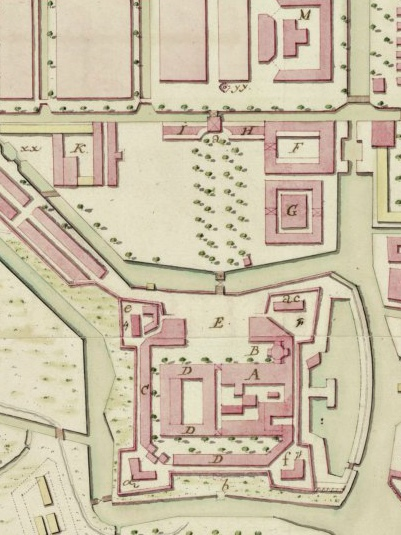
Kasteel Batavia in 1762 toen de landmuur was geopend naar het Kasteelplein. detail van een kaart van Batavia in 1762, waarop het Kasteel is te zien na de aanpassingen door Gouverneur-generaal Van Imhoff. De bovenkant van de afbeelding is het zuiden.

In hoofdzaak was Kasteel Batavia een vierkantig gevormd gebouw, uitgerust met vier uitstekende bastions genoemd naar edelstenen: Parel in het noordwesten, tegenover de Kali Besar; Diamant in het zuidwesten; Saphier in het noordoosten, tegenover het Buffelveld; Robijn op het zuidoosten met uitzicht op de Tijgersgracht. De unieke namen van de bastions gaven de stad de Maleise naam Kota Intan, "diamanten stad". Deze bastions waren gemaakt van stevige aarden wallen en koraal, en met een sterke houten palissade. Twee hoofdportalen gaven toegang tot het binnenste van het kasteel: de Landpoort aan de zuidkant (landzijde) en de Waterpoort aan de noordzijde (zeezijde). De noord-zuidas was ongeveer 290 passen en die van oost-west was 274 passen. Bezoekers uit de late 17e eeuw beschreven het kasteel als groot en robuust. 

In het einde van de 17e eeuw werd het kasteel bewapend met vijftien kanonnen en vijf tot zes compagnieën militairen.

### De bestuursgebouwen

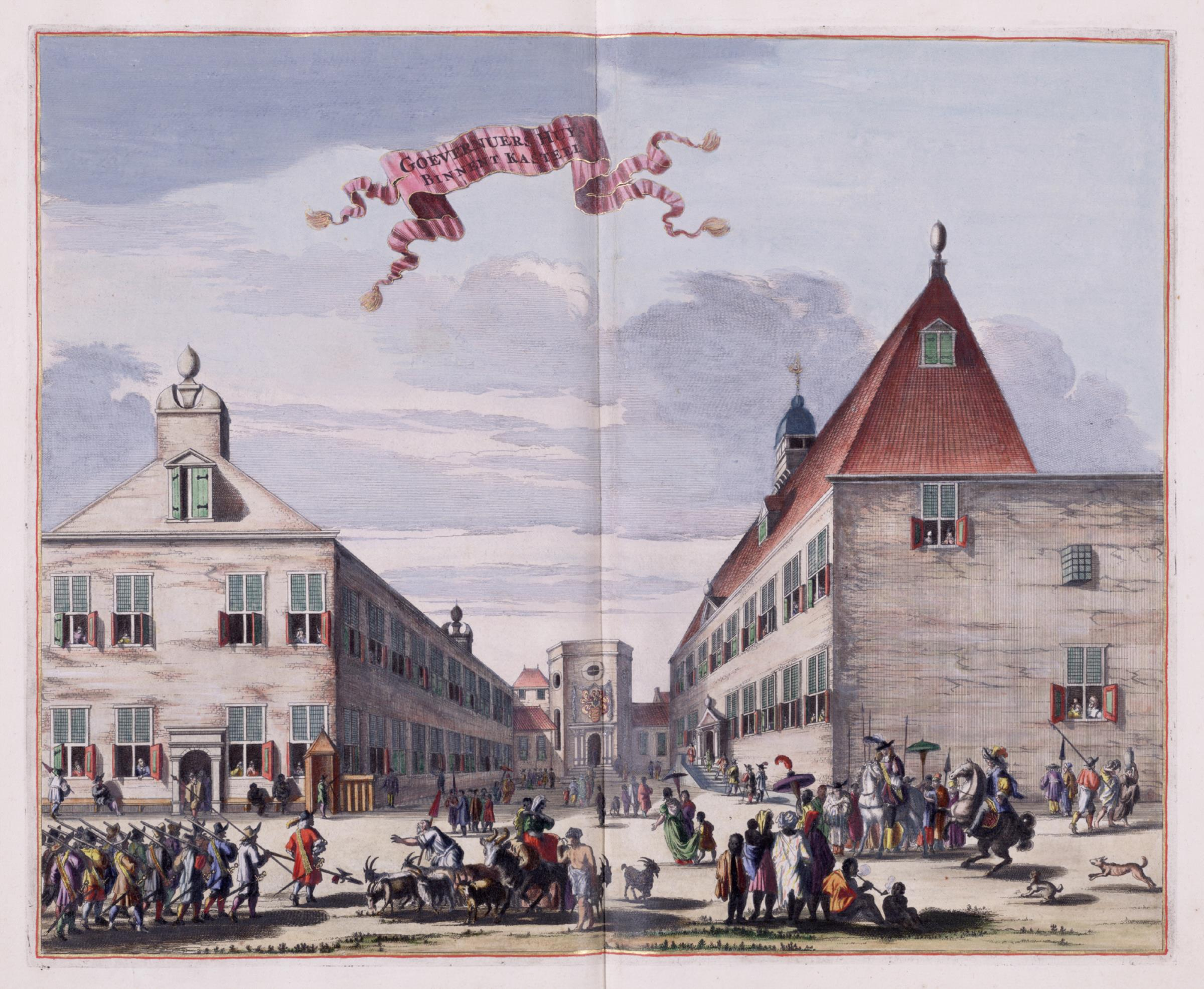
Van rechts naar links: de residentie van de Gouverneur-generaal in het kasteel, de achthoekige kerk op de achtergrond en de residentie van de algemeen directeur / wethouder van de VOC.

Binnen het kasteel waren verschillende bestuursgebouwen en een aantal binnenplaatsen. Onder de gebouwen binnen het kasteel bevonden zich de verblijfplaats van de Gouverneur-generaal, de woning van de algemeen directeur, woningen voor hoge ambtenaren (bijv. opperhandelaren, de hoofdchirurgijn van de VOC, de hoofd van het arsenaal, de hoofdcommissaris van de douane, evenals veel boekhouders, assistenten en handwerkslieden), verschillende werkplaatsen, een schatkamer, een garnizoen, een arsenaal, een gevangenis, enkele pakhuizen (voor VOC-artikelen, voedsel, medische benodigdheden en militaire uitrusting), een kapel en de vergaderzaal van de Raad van Indië. De voormalige Gouverneur-generaal Adriaen Valckenier verbleef tot aan zijn overlijden zo'n tien jaar in de kerker van het bastion Robijn. In het complex werden ook slaven gehouden. 

Aan het eind van de 17e eeuw verbleven ongeveer 150 mensen op het kasteel. Het kasteel bevatte geen nederzettingen, aangezien de VOC al een versterkte nederzetting ten zuiden van het kasteel had voorbereid. Deze nederzetting werd gescheiden van het kasteel door een kanaal genaamd Kasteelgracht.
De Residentie van de Gouverneur-generaal was het grootste en de hoogste gebouw binnen het kasteel. Het was een gebouw met drie verdiepingen met een centrale koepel die een indrukwekkend uitzicht bood op de stad en de haven. Het decoratieve portaal aan de voorzijde van de residentie is gebouwd van uit Nederland geïmporteerd steen, en werd de poort van het Palais de Opperlandvoogd genoemd met daarop vermeld het jaartal 1637. De residentie van de Gouverneur-generaal huisvestte ook het secretariaat, het kantoor van de VOC-bestuurder en de kamers waarin de Raad van Indië bijeenkwam. De residentie van de Gouverneur-generaal bevond zich aan het zuidelijke plein binnen het kasteel, de Alarmplaats. Aan de achterzijde aan de noordkant van het gebouw was nog een binnenplaats. Deze binnenplaats bevatte een klein paviljoen dat ruimte bood voor vermaak. Verschillende gebouwen waren gebouwd met uitzicht op deze binnenplaats, waaronder de keuken. 

Aan de westkant van de Alarmplaats stond een kleine achthoekige stenen kapel waarin gereformeerde (hervormde) diensten tweemaal per zondag worden gepredikt.

### De Landpoort en Waterpoort

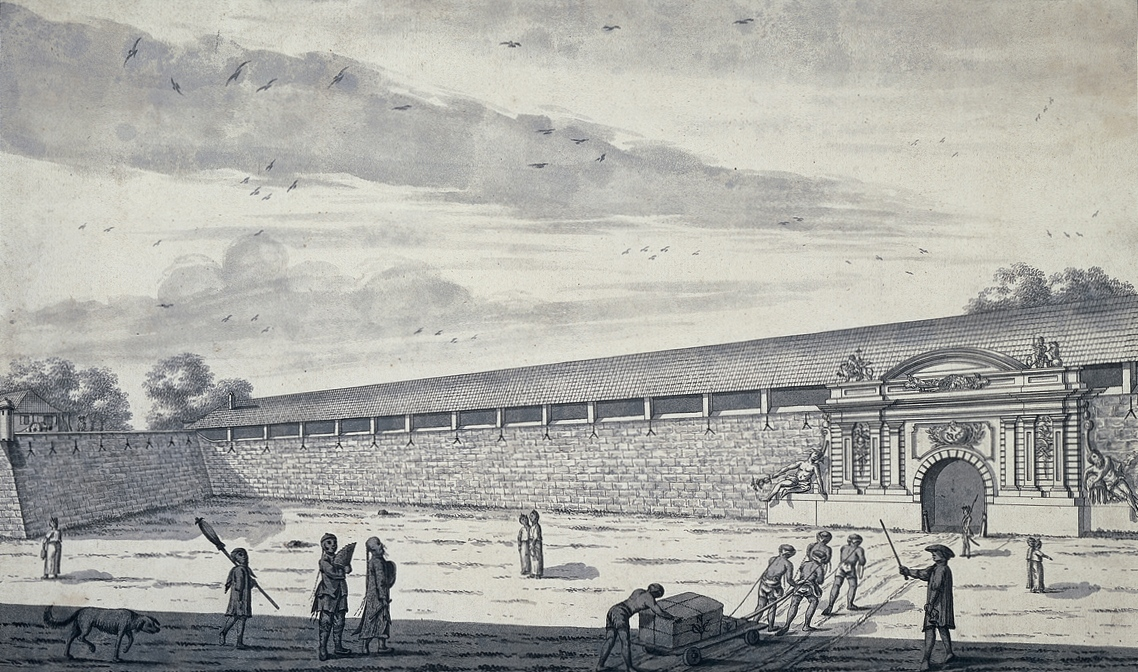
Het portaal aan de zeezijde van het kasteel, de Waterpoort. Gravure van Johannes Rach, 1767

De twee belangrijkste poorten van Kasteel Batavia waren de Landpoort (de poort aan de zuidkant van het land) en de Waterpoort (de poort aan zeezijde naar het noorden). Beide poorten waren versierd met ornamenten in neoclassicistische stijl gemaakt van steen dat uit Nederland was verscheept. De Waterpoort bood toegang tot het zeezijde-plein in het kasteel. Deze poort was versierd met stenen ornamenten aan zowel de binnen- als de buitenkant en beide toonden het opschrift 'Anno 1630'. De Landpoort gaf toegang tot de Alarmplaats. Hoewel de Landpoort eerder werd gebouwd dan de Waterpoort, kreeg die pas enkele jaren later in 1637 stenen ornamenten.

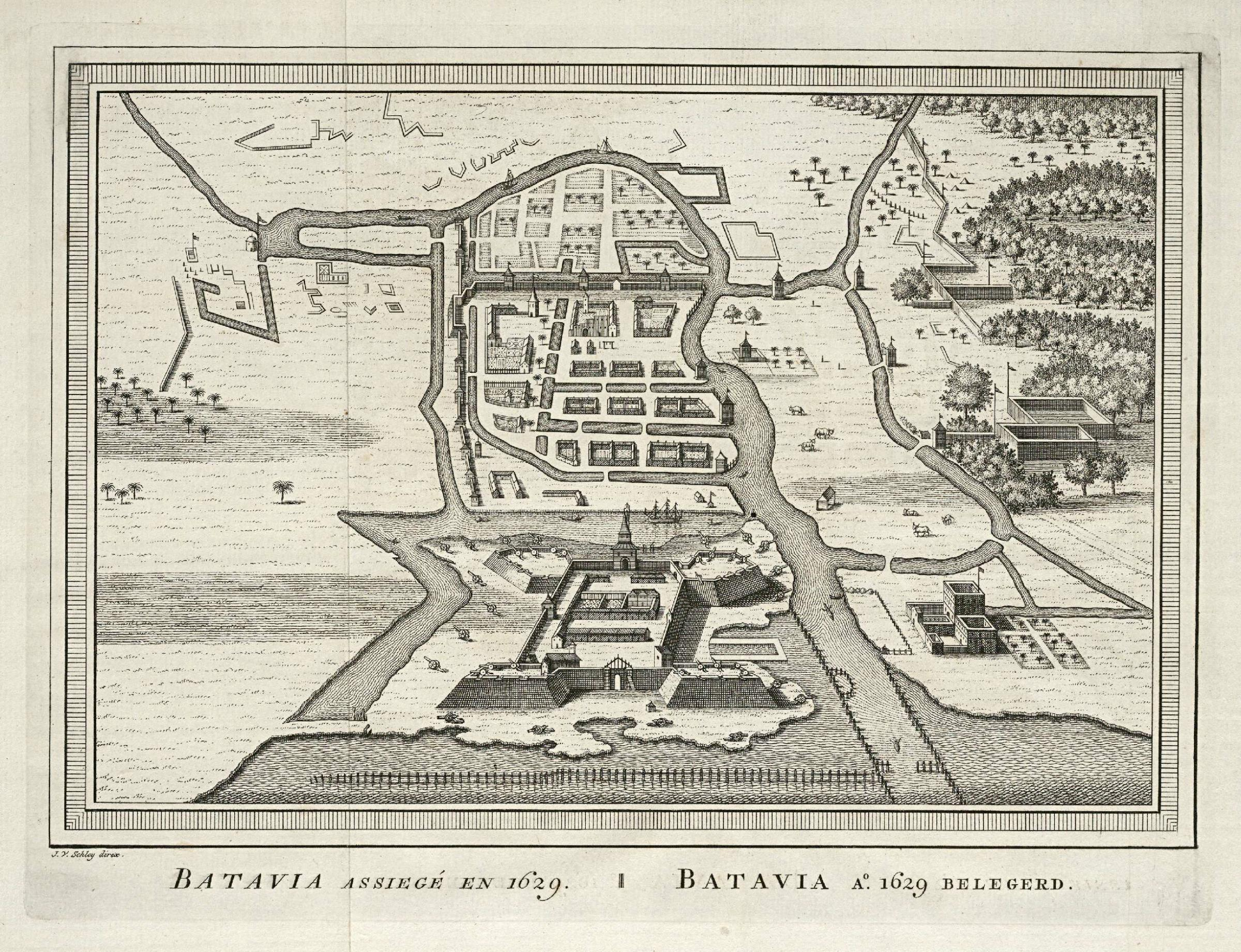
Plattegrond in vogelvlucht van de belegering van Batavia in 1629. Het sierlijke portaal is nog niet aangebracht in de zeezijde muur.

Een kaart uit 1623 laat zien dat de noordelijke zeekanten van het kasteel op dat moment nog niet voltooid waren, terwijl de zuidelijke landmuren al klaar waren alsof men was voorbereid op een aanval aan het land. De bedoeling was om aan de zeezijde, van bastion Parel naar Saphier, een stenen gebouw neer te zetten van twee verdiepingen en bedekt met een plat dak. Het plan ging niet door, aangezien het fort in augustus 1628 werd aangevallen en daaruit bleek dat de verdedigingsmogelijkheden drastisch verbeterd moesten worden.
Aan het einde van 1627 kwamen de Gouverneur-generaal en de Raad overeen om een permanent gebouw met twee verdiepingen te bouwen met een plat dak tussen de kustbastions Parel en Saphier. Dit bleef een plan, want toen het kasteel in augustus 1628 door de Javanen werd aangevallen, beseften de Gouverneur-generaal en de Raad dat de versterkingen van het kasteel niet sterk genoeg waren. Er werd een besluit genomen om het kasteel onverwijld te consolideren op 9 september 1627. De gebouwen binnen de vesting waren in het begin nog eenvoudig, maar werden allengs steeds imposanter. Dit ging ten koste van de weerbaarheid van het fort. Zo werden de platte daken, waarop de verdedigers zich tijdens een inval hadden kunnen terugtrekken, vervangen door hoge, puntige pannendaken. 

In februari 1629 werden de twee zeebastions uiteindelijk gemaakt en gesloten, twee muren waren voltooid: de eerste vliesgevel aan de westzijde 16 voet (voeten) hoog en de tweede aan de zuidkant (landzijde). Coen sprak de hoop uit dat hij de oostelijke en noordelijke muren snel zou kunnen afmaken.

### Batavia (schip)
In 1628 vertrok een vloot vanuit de Republiek naar Batavia. Aan boord bevonden zich de stenen voor twee toegangspoorten van het fort. Een van de boten, de Batavia, verging op de Houtman Abrolhos-eilanden. Aan boord bevonden zich de stenen voor het binnengedeelte van een van de poorten. In 1963 werden die stenen teruggevonden en in de jaren 1972-1976 meegenomen naar Australië. In totaal ging het om 137 steenblokken die tezamen 37 ton wogen. De stenen vormden een toegangspoort. Een achttal andere waren wellicht bedoeld om twee kleine ramen van te maken.

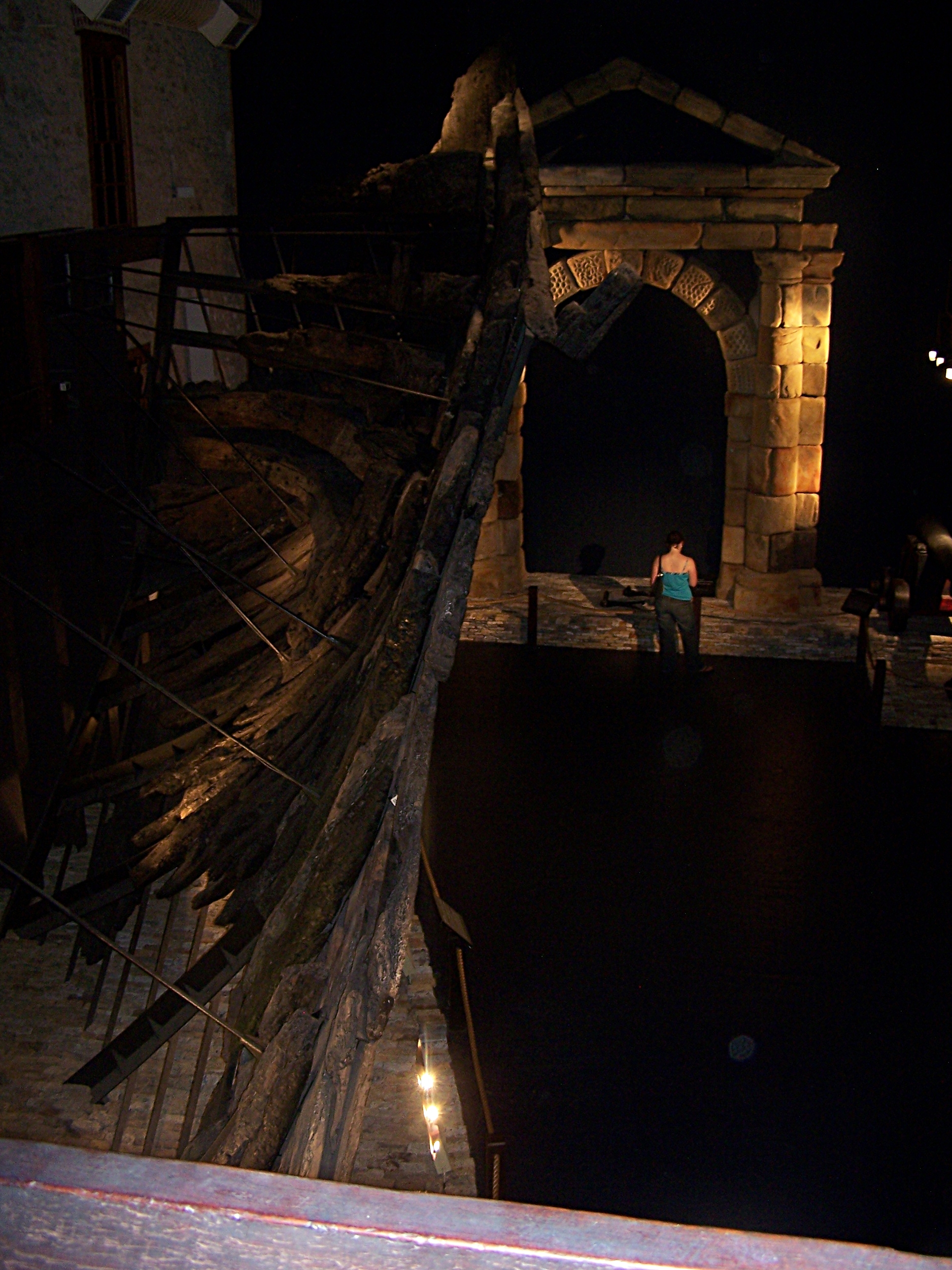
Een poort, geborgen uit het wrak van de Batavia, mogelijk bedoeld om te worden aangebracht voor de Landpoort.

Pieter van den Broecke, die van juni tot eind december 1629 Batavia bezocht, publiceerde eind 1629 een vogelvluchtperspectief over Batavia. Op de prent de voorstelling was de voltooide zeewand van Kasteel Batavia te zien, maar de ingang heeft slechts een houten steiger zonder neoklassiek stenen decoratie. Het is niet duidelijk wat er gebeurde tussen 1629 en 1630 vanwege het ontbreken van documenten, maar in een latere etsen van het kasteel in het midden van de jaren 1630 was de Waterpoort al voltooid met de poortversiering. De vorm van deze decoratie lijkt op die van het vergaan VOC-schip de Batavia. De vloot van de Batavia zou de stenen ornamenten vervoeren voor de poorten van Kasteel Batavia. De Batavia, die op 29 oktober 1628 vanuit Texel vertrok, verging op 4 juni 1629 op de Houtman Abrolhos aan de westkust van Australië. Op 7 juli 1692 arriveerde opperkoopman François Pelsaert in Batavia om de schipbreuk te melden en aldus vertrok op 15 juli de Saerdam vanuit Batavia om de vracht van de Batavia te redden en de goederen te bergen die materiaal bevatten voor de decoratieve poorten. De Saerdam arriveerde op 17 september 1629 op de locatie van het wrak en bleef daar tot 15 november. Op 5 december 1629 arriveerde hij weer in Batavia. Blijkbaar werden niet alle bergingen uitgevoerd, omdat andere poortsteenversieringen in 1963 werden ontdekt en in de jaren 1972–1976 meegenomen naar Australië. In totaal ging het om 137 steenblokken die tezamen 37 ton wogen en nu worden bewaard in het Maritiem Museum in Fremantle. Er werd verondersteld dat de stenen poortversieringen die in de jaren zestig werden ontdekt, degene waren die bestemd waren voor de Waterpoort van Kasteel Batavia. Bewijs voor deze veronderstelling is een gouden hanger, gedateerd 25 november 1632, die werd gemaakt ter herdenking van de Chinese bijdrage aan de nederlaag van het leger van het Sultanaat Mataram. Het toont duidelijk de voltooide Waterpoort. 

Het is zeer waarschijnlijk dat vier decoratieve gevels naar Kasteel Batavia in de vloot van de Batavia van 1628 werden gestuurd. Slechts drie kwamen aan en werden geplaatst: twee voor de Waterpoort (binnen en buiten) en een voor de Landpoort. Een nieuwe gevel werd besteld en pas in 1637 voor de Landpoort geplaatst.

### Pinangpoort en Middelpoort
De Pinang Poort en de Middelpoort waren twee poorten gebouwd in de rechte lijn met de Landpoort en de Waterpoort. De twee poorten zorgden voor een rechte zuid-noord toegang van de Landpoort naar de Waterpoort. Tussen de Pinang Poort en de Middelpoort lag een doorgangsbinnenplaats. Verschillende wachthuizen voor de hellebaardiers zorgden voor de veiligheid van deze binnenplaats.

### Amsterdamse Poort
Een andere in rechte lijn met de Landpoort gelegen doorgang is de Amsterdamse Poort, naar de naam van het kanaal, de Amsterdamse Gracht, waar hij stond. De Amsterdamse Poort wordt niet beschouwd als een deel van het kasteel, maar markeert de toegang tot het Kasteelplein, een open veld ten zuiden van het kasteel.

## Omgeving van het kasteel

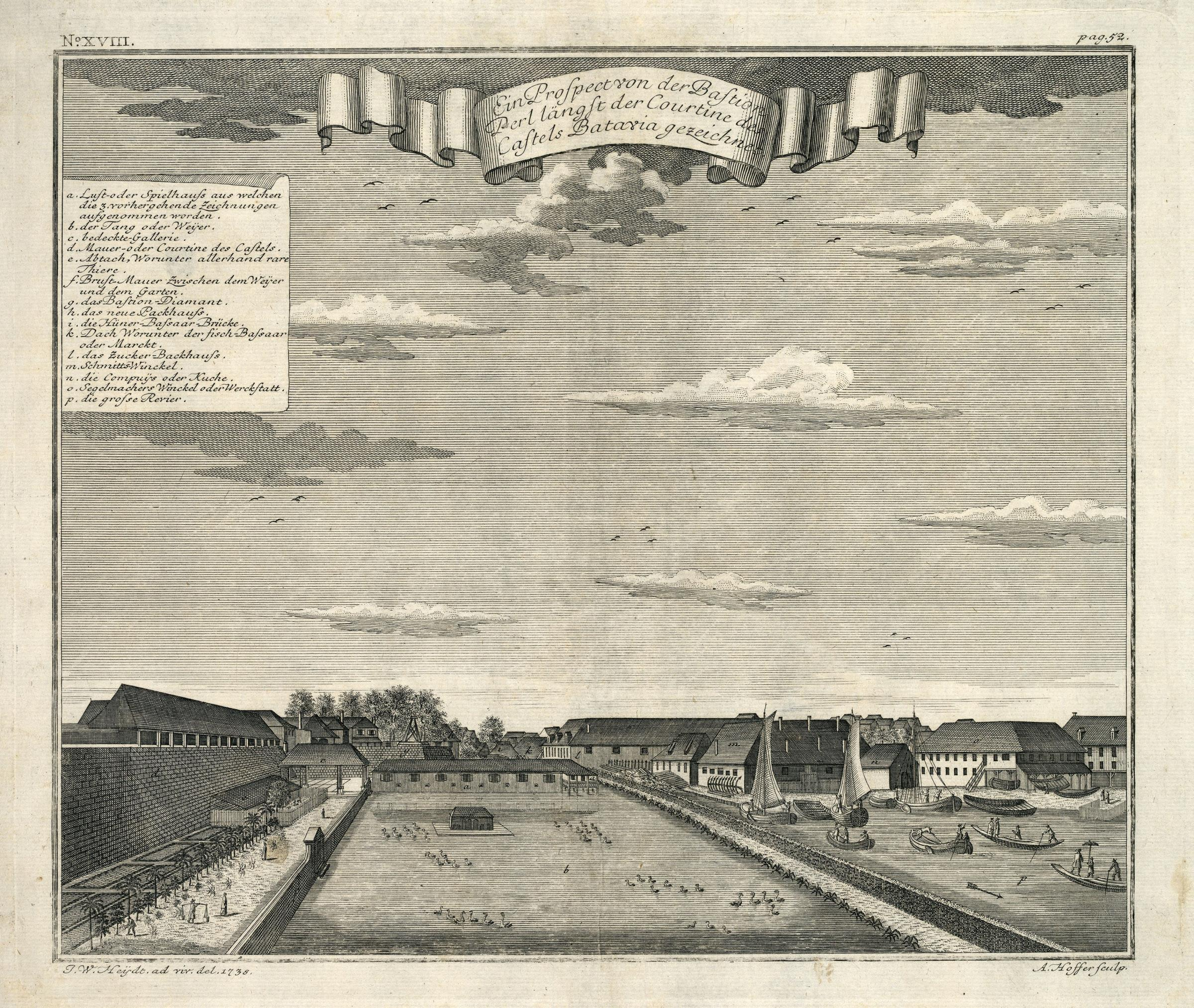
De eendenvijver van de Gouverneur-generaal die ten westen van Kasteel Batavia lag.

Er waren twee andere poorten in de omgeving van Kasteel Batavia: de Vijverpoort bij Bastion Parel en Delftschepoort bij Bastion Robijn. De Vijverpoort verdeelde het gebied voor de Waterpoort met een omheinde tuin ten westen van Kasteel Batavia tussen Bastion Parel en Bastion Diamant. Deze omheinde tuin bevatte een grote eendenvijver en de langste afmeting is hetzelfde als het kasteel zelf. Boven de eendenvijver is een speelhuisje gebouwd. 

Het veld ten oosten van het kasteel stond bekend als het Koningsplein waar waterbuffels graasden.
Kasteel Batavia werd omringd door een gracht die bekend staat als de Kasteelgracht en die ook fungeerde als verdedigingsgracht. Een stenen brug (Steenebrug) met veertien bogen overspande de Kasteelgracht en verbond het kasteel met een groot veld met een galg, zweep en wiel. Een kleine brug aan de andere kant van het veld leidde naar een bewaakte poort en de hoofdstraat van de stad.

## Heden
Heden loopt de Jalan Tongkol (voorheen Kasteelweg en Kasteelstraat) door het centrum van een gebied waar Kasteel Batavia stond. Het gebied is aangewezen als onderdeel van het historische gedeelte van de oude binnenstad van Jakarta.

## Galerij (chronologisch)

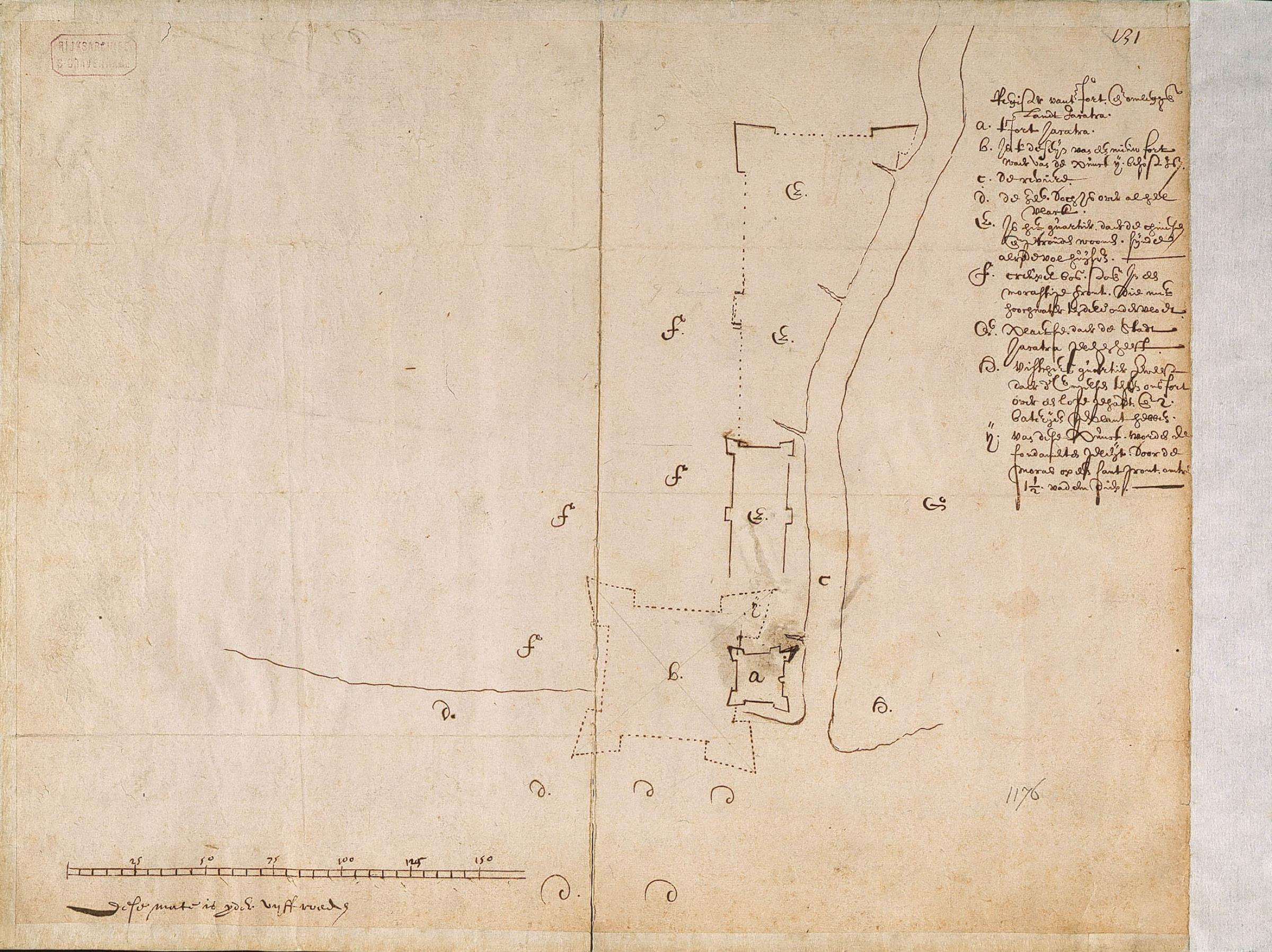
Plattegrond van het fort Jacatra en een omlijning waar Kasteel Batavia dient te komen, alsook waar de vestingmuren van het nog te bouwen Batavia dienen te komen, anoniem, circa 1619, 43 cm hoogte bij 34,5 cm breedte, ingekleurde tekening op papier, collectie Nationaal Archief, 's-Gravenhage
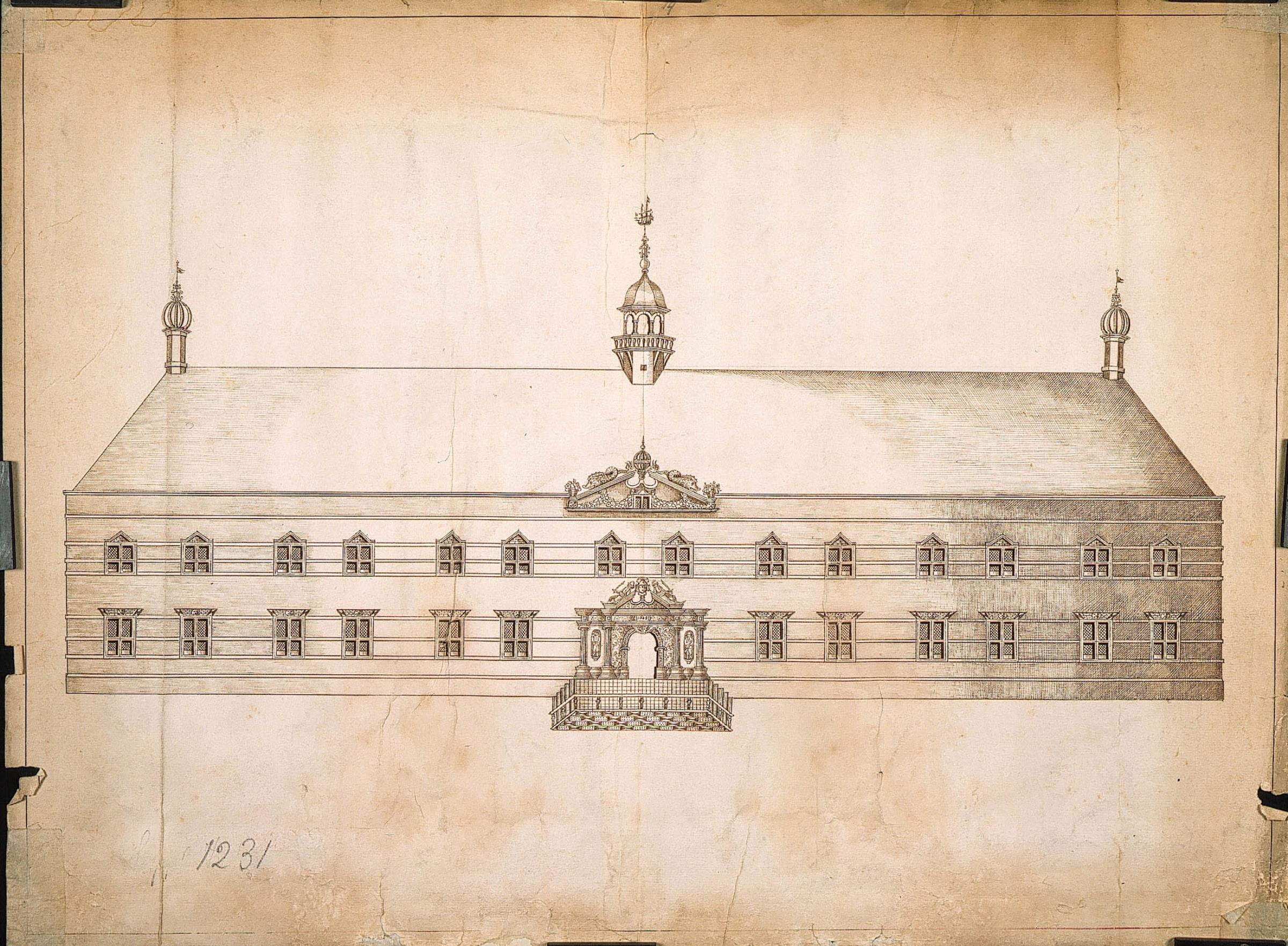
Voorgevel van het nieuw gebouwde huis van de gouverneur-generaal in het Kasteel van Batavia, anoniem, circa 1649, (uit: overgekomen brieven van Batavia, eerste boek MMM anno 1650, overgezonden bij generale missive van 31 december 1649), pen op papier, collectie Nationaal Archief, 's-Gravenhage
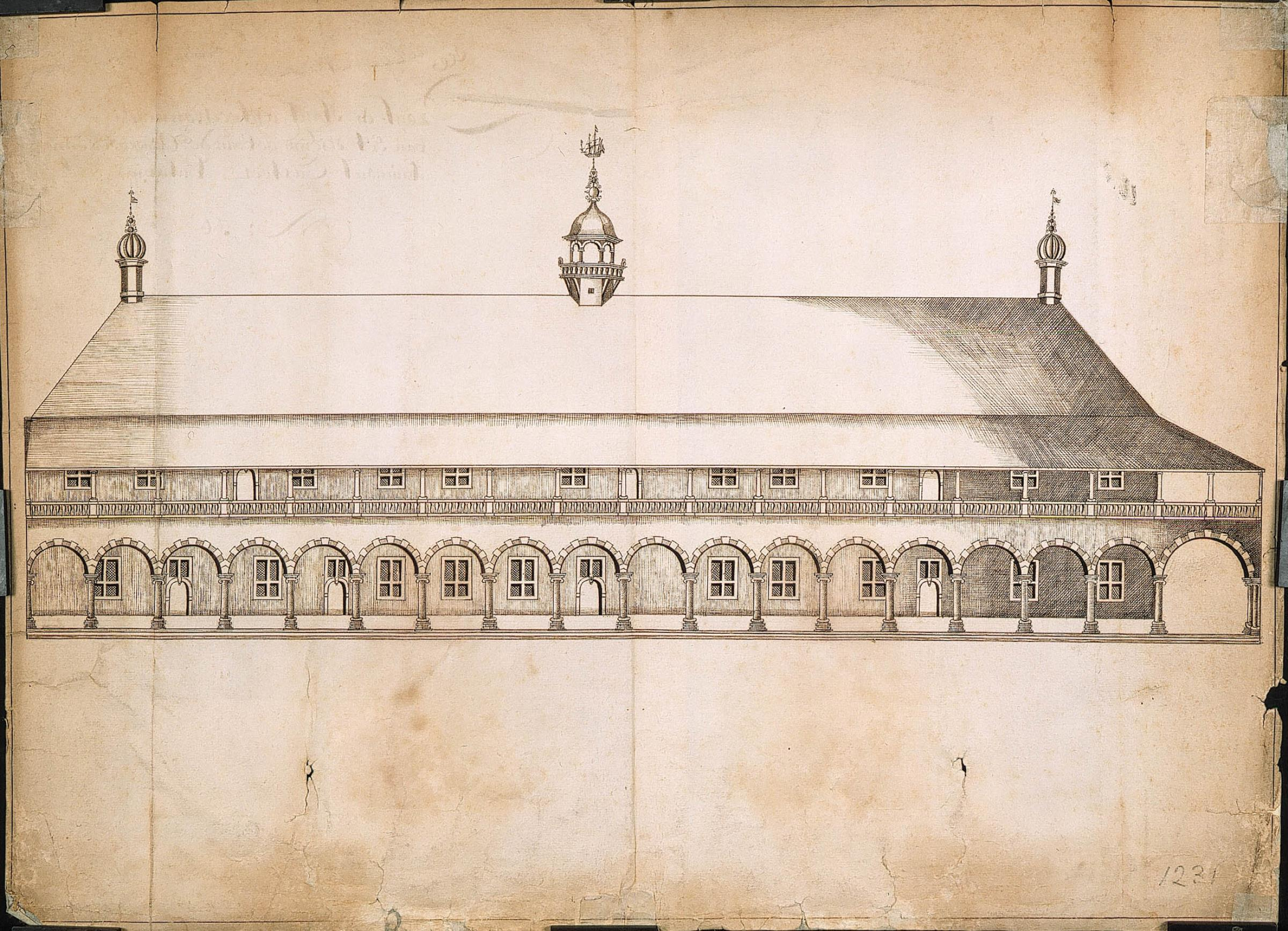
Achtergevel van het nieuw gebouwde huis van de gouverneur-generaal in het Kasteel van Batavia, anoniem, circa 1649, (uit: overgekomen brieven van Batavia, eerste boek MMM anno 1650, overgezonden bij generale missive van 31 december 1649), pen op papier, collectie Nationaal Archief, 's-Gravenhage
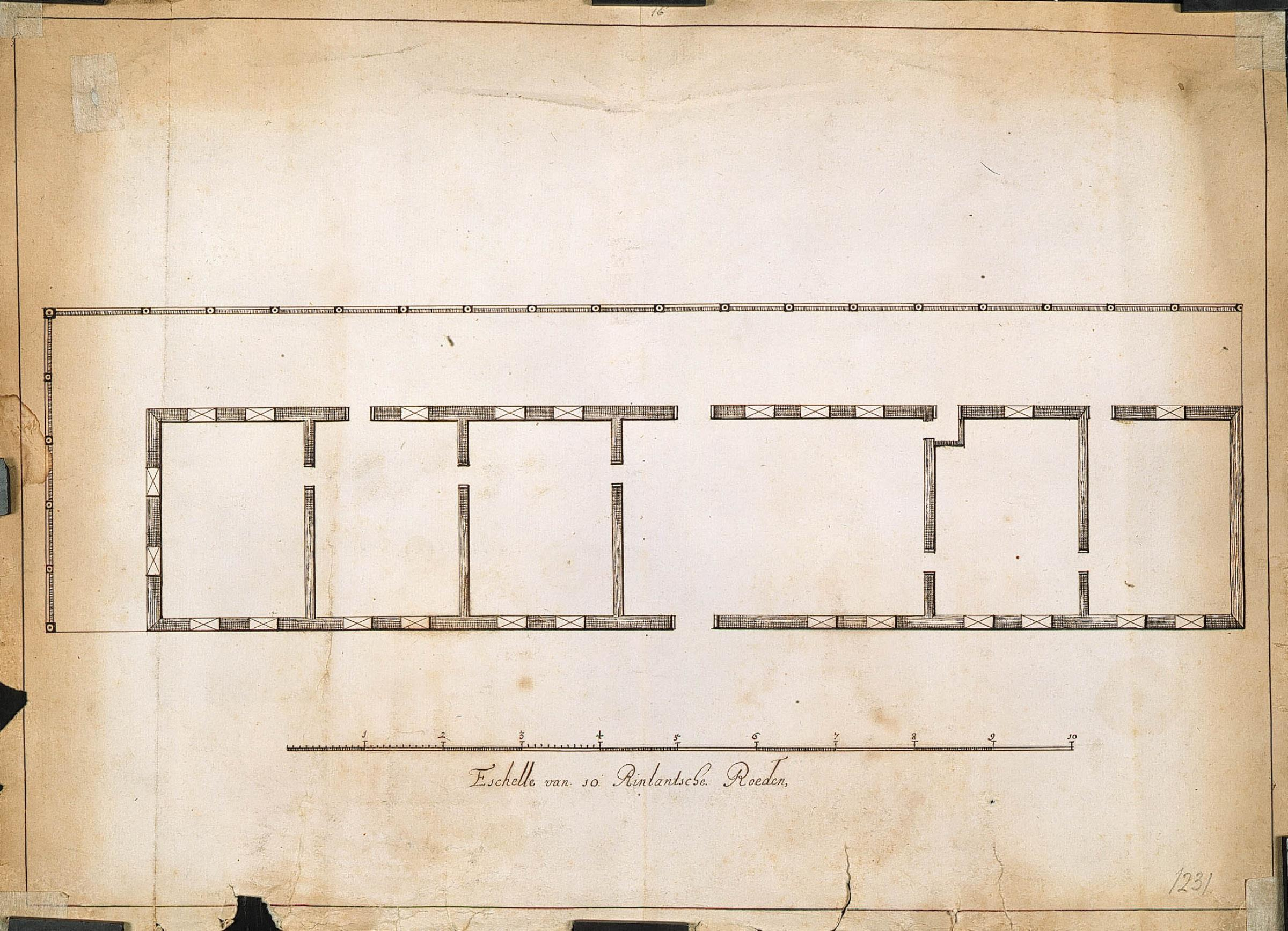
Bouwtekening van de residentie van de gouverneur-generaal in het Kasteel van Batavia. anoniem, circa 1649, ingekleurde tekening op papier, collectie Nationaal Archief, 's-Gravenhage
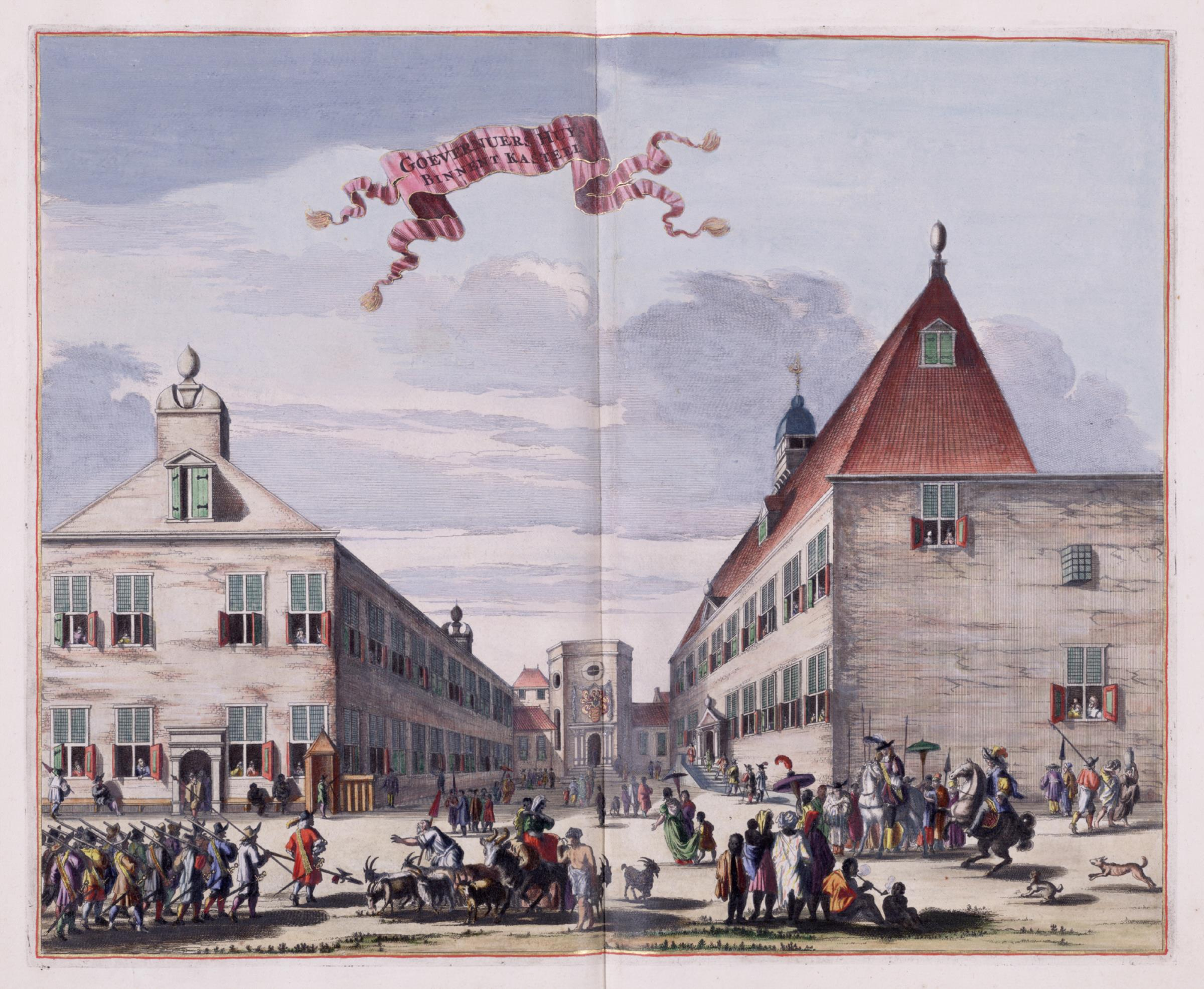
Gezicht op het binnenplein van het Kasteel van Batavia. Links het huis van de directeur-generaal, rechts de woning en de dienstvertrekken van de gouverneur-generaal, ofwel het gouvernement. Middenachter is de kasteelkerk zichtbaar, het heeft klassieke pilasters en een wapenschild, anoniem, 1682, koperdruk op papier, collectie Koninklijke Bibliotheek 's-Gravenhage
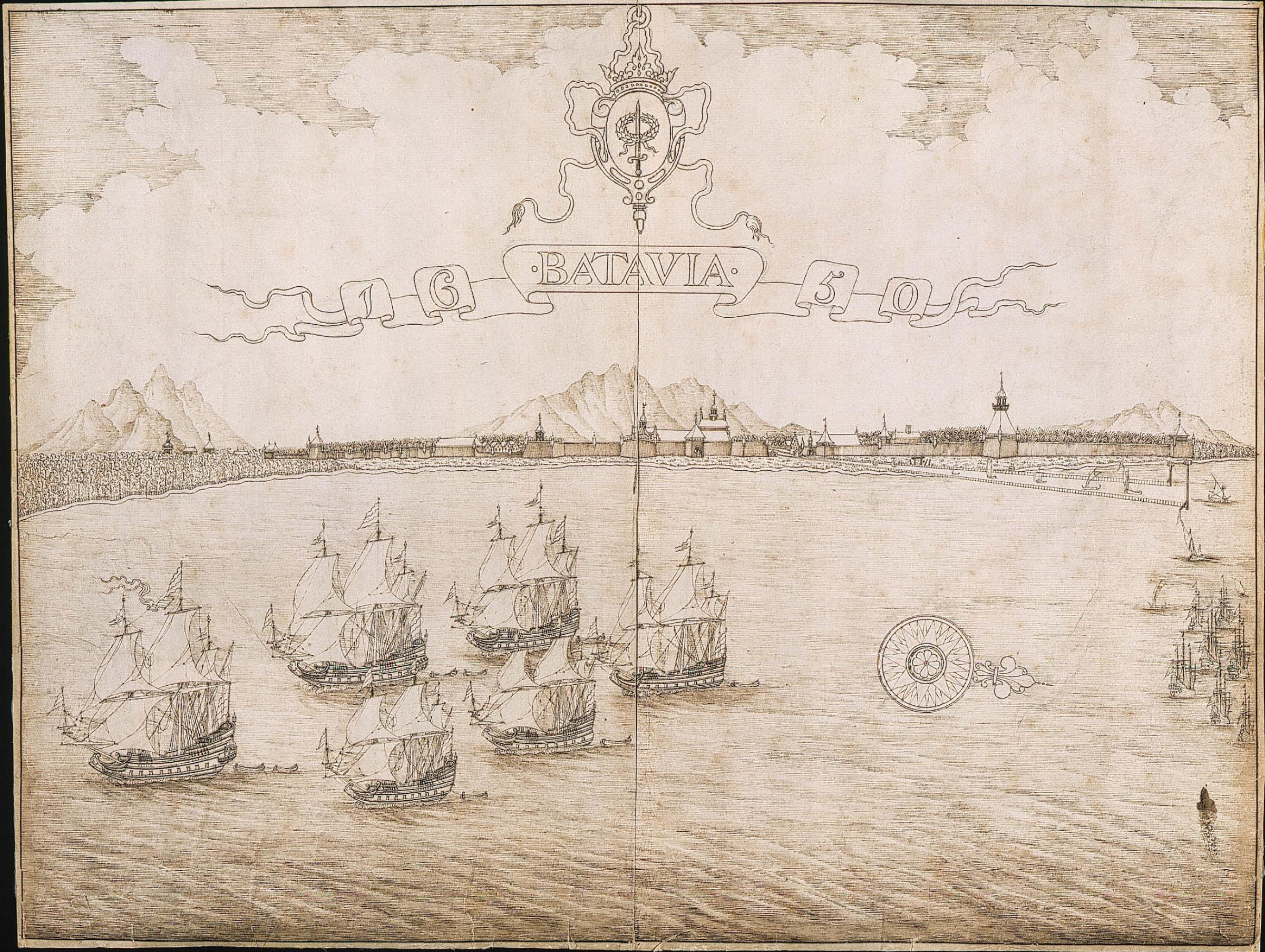
Gezicht op het Kasteel van Batavia en de stad Batavia, Johannes (van) Nessel (tekenaar), 1650, behoort tot het rapport van A. de Vlam. van Outshoorn, pen op papier, 40,5 x 31 cm, collectie Nationaal Archief, 's-Gravenhage
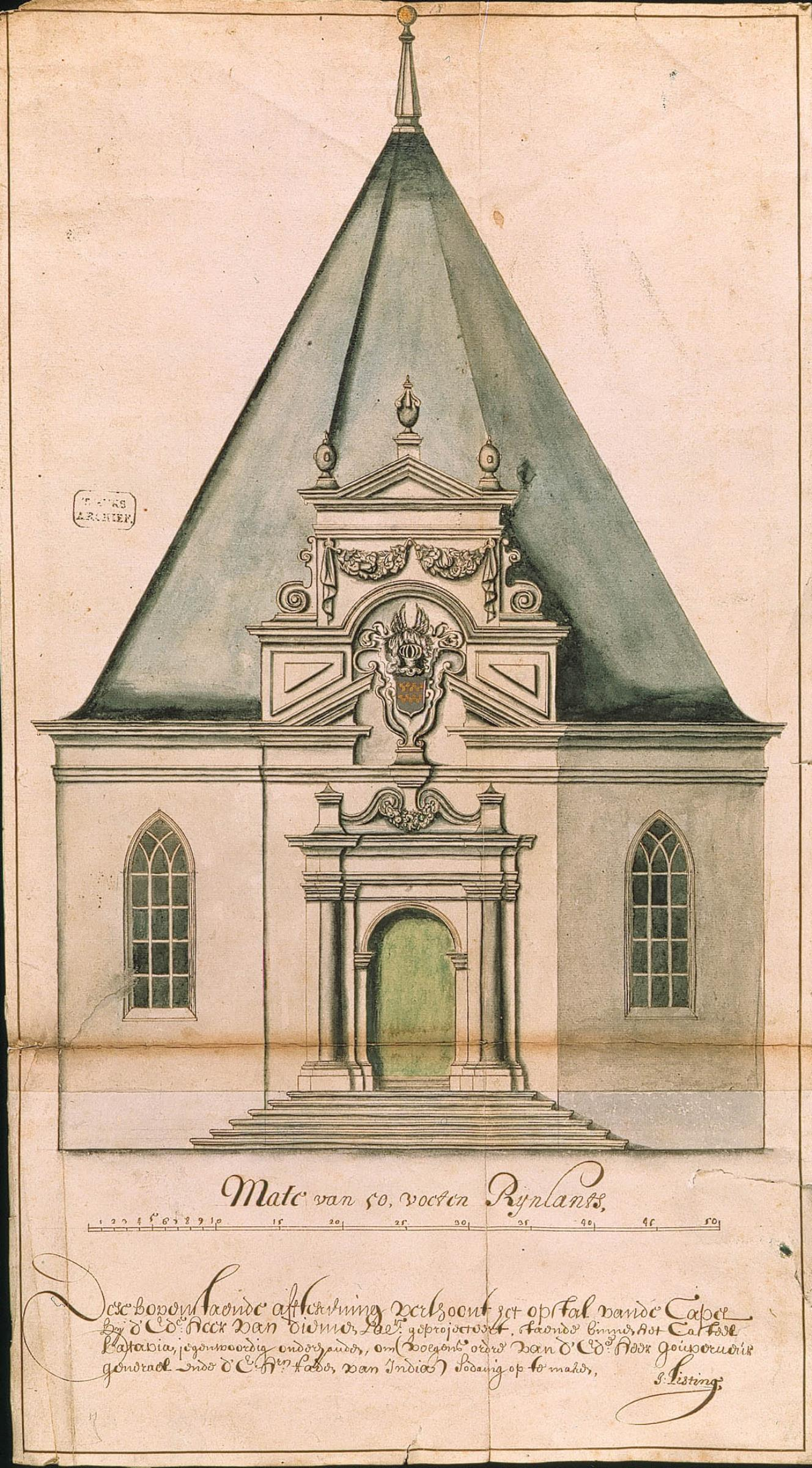
Tekening van de kapel in het Kasteel van Batavia, Johannes Listing (landmeter en kaartenmaker), circa 1658, ingekleurde tekening op papier, collectie Nationaal Archief, 's-Gravenhage
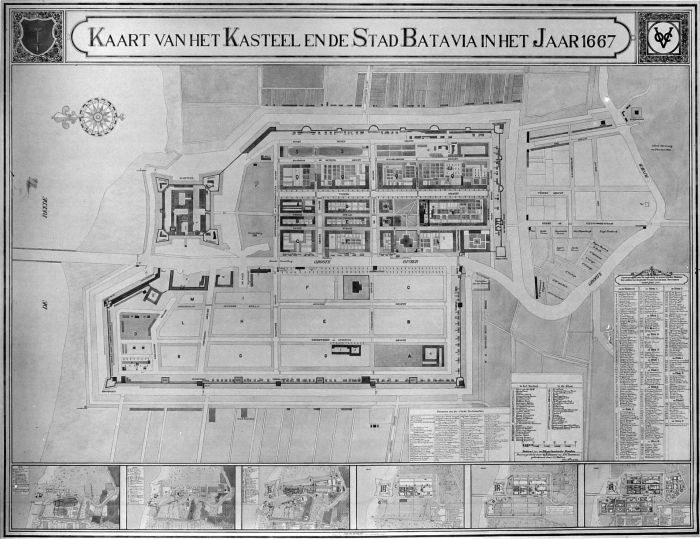
Plattegrond van de stad Batavia met links in het midden Kasteel Batavia, 1667, collectie Wereldmuseum Amsterdam
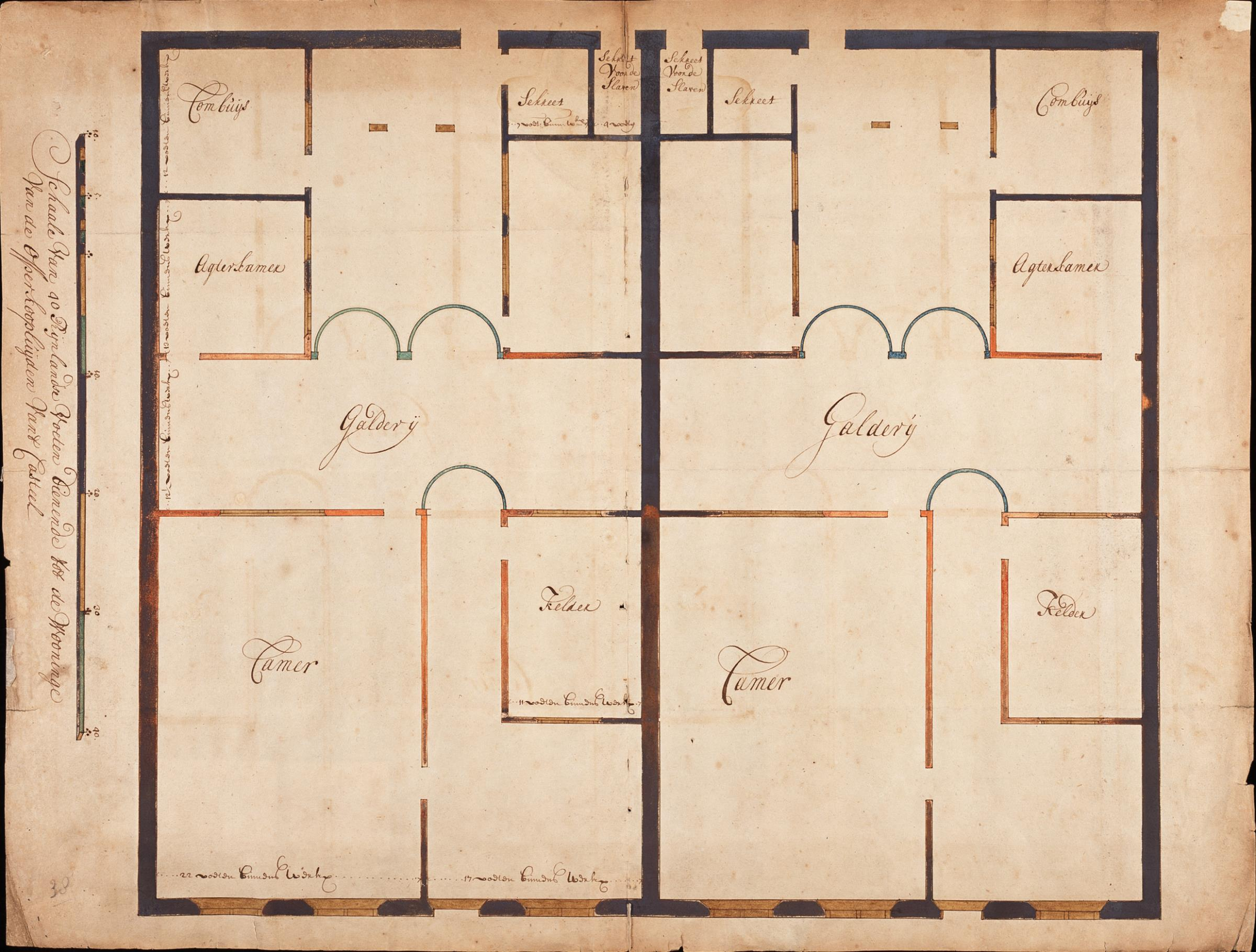
Bouwtekening voor twee woningen voor de opperkooplui van het Kasteel van Batavia, elke woning heeft onder meer een kleine kamer voor slaven, anoniem, circa 1698, collectie Nationaal Archief, 's-Gravenhage
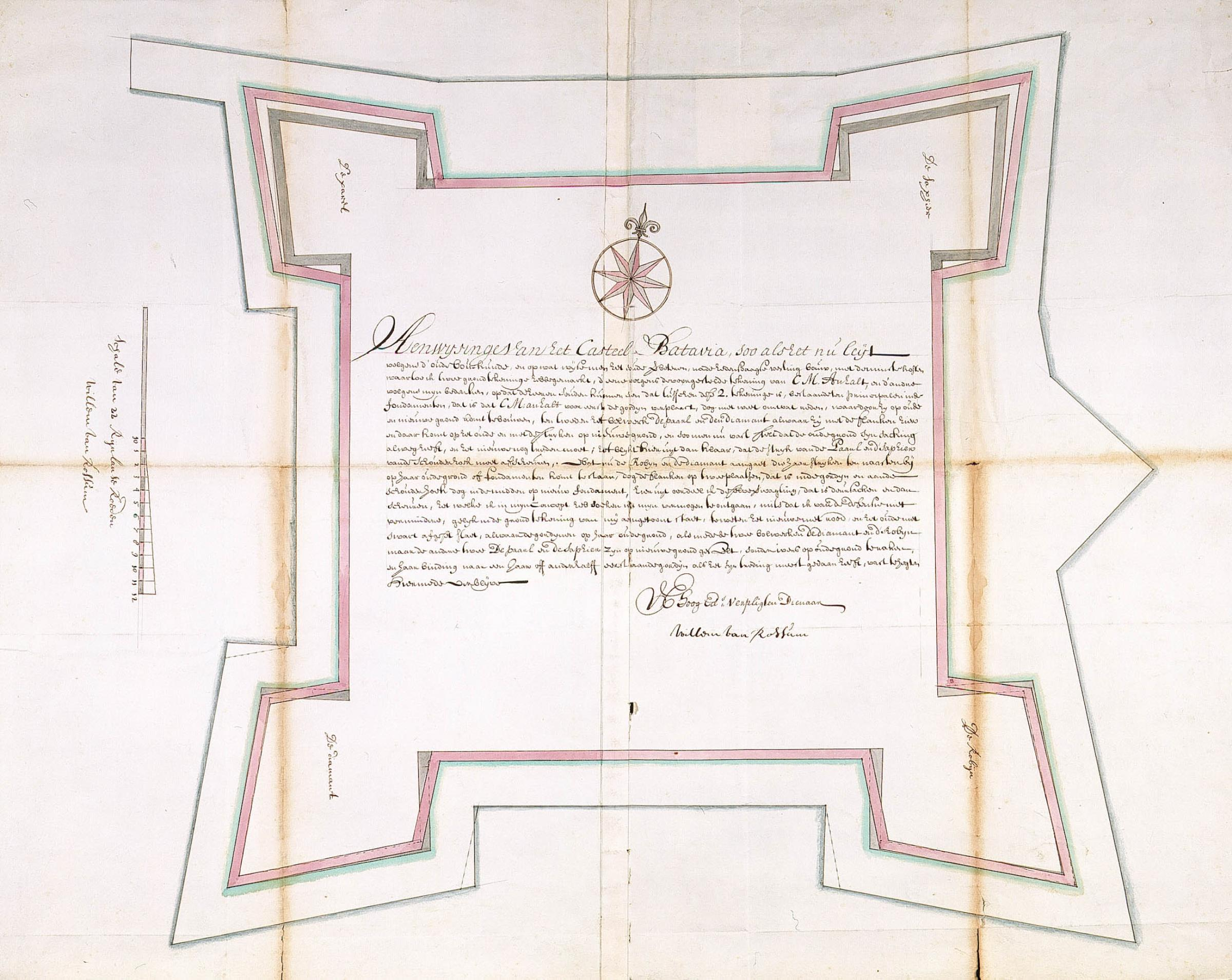
Aenwysinge van het Casteel Batavia, soo als het nu leyt volgens d'oude boukunde, en op wat wyse met het soude verbeteren na de hedendaagse vestingbouw enz., Willem van Rossum, circa 1707, ingekleurde tekening op papier, collectie Nationaal Archief, 's-Gravenhage
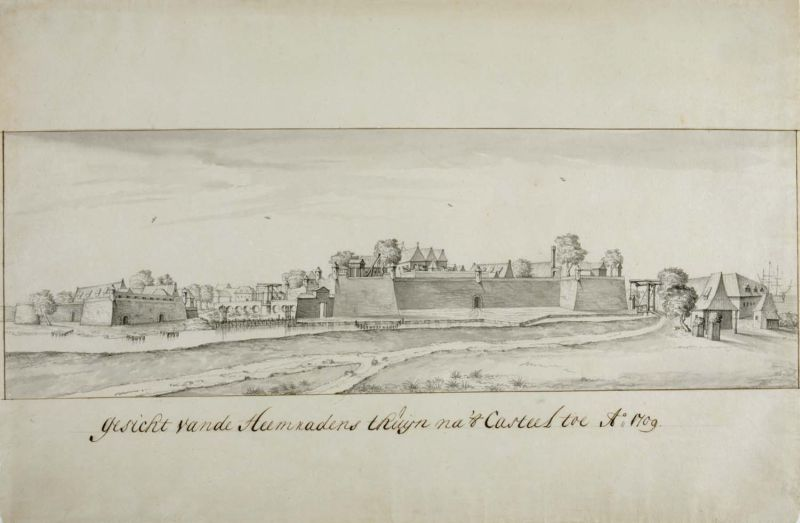
Blik op Kasteel Batavia vanaf de 'Heemradens thuijn', met links het bastion Robijn en rechts dat van Saphier, Elias van Stade (tekenaar), 1709, collectie Wereldmuseum Amsterdam
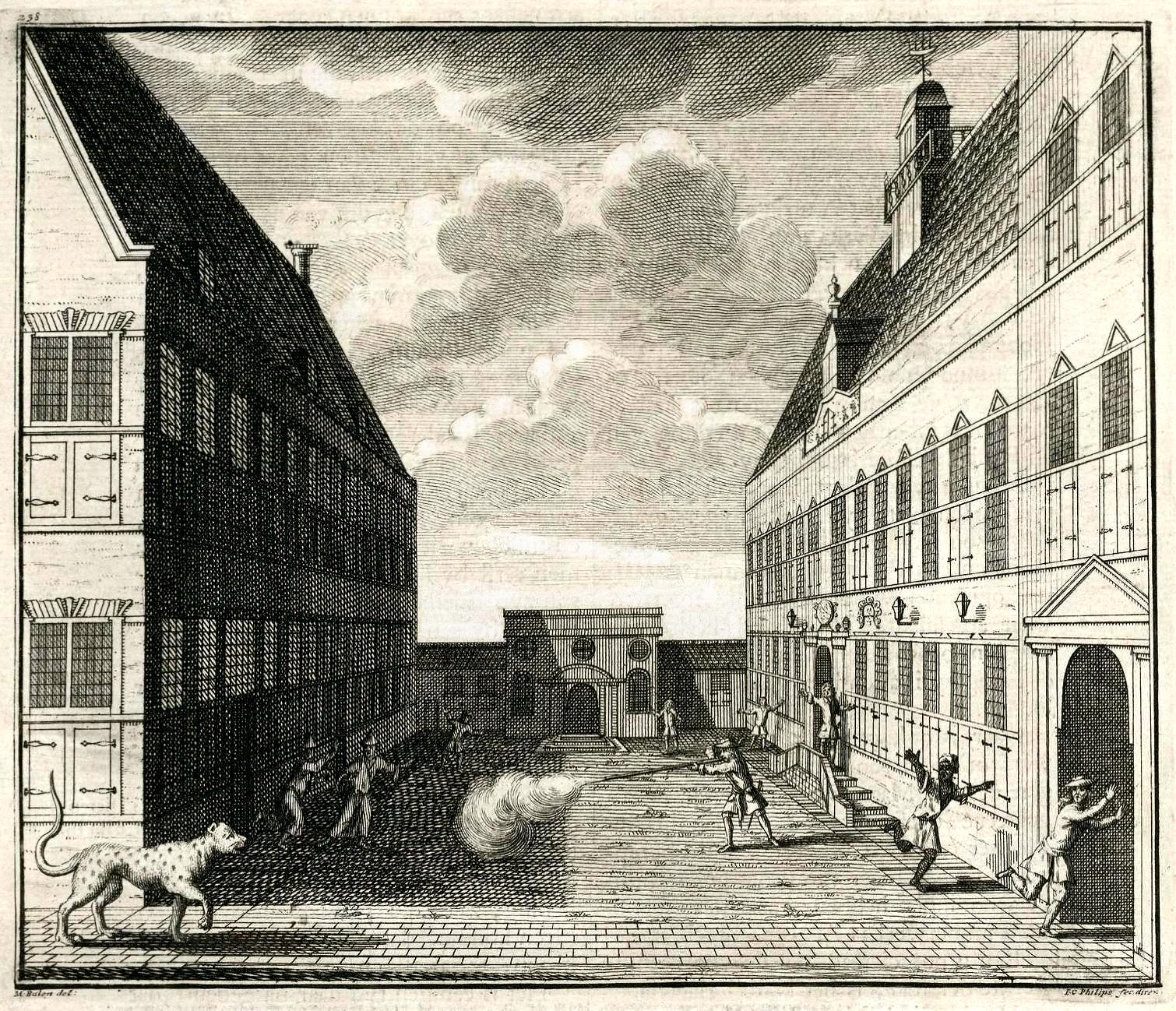
Een tijger wordt beschoten op het binnenplein van Kasteel Batavia, Jan Caspar Philips, 1724, uit: Valentyn, François, Oud en Nieuw Oost-Indiën, deel IV, eerste boek, p. 238, collectie Nationaal Archief, 's-Gravenhage
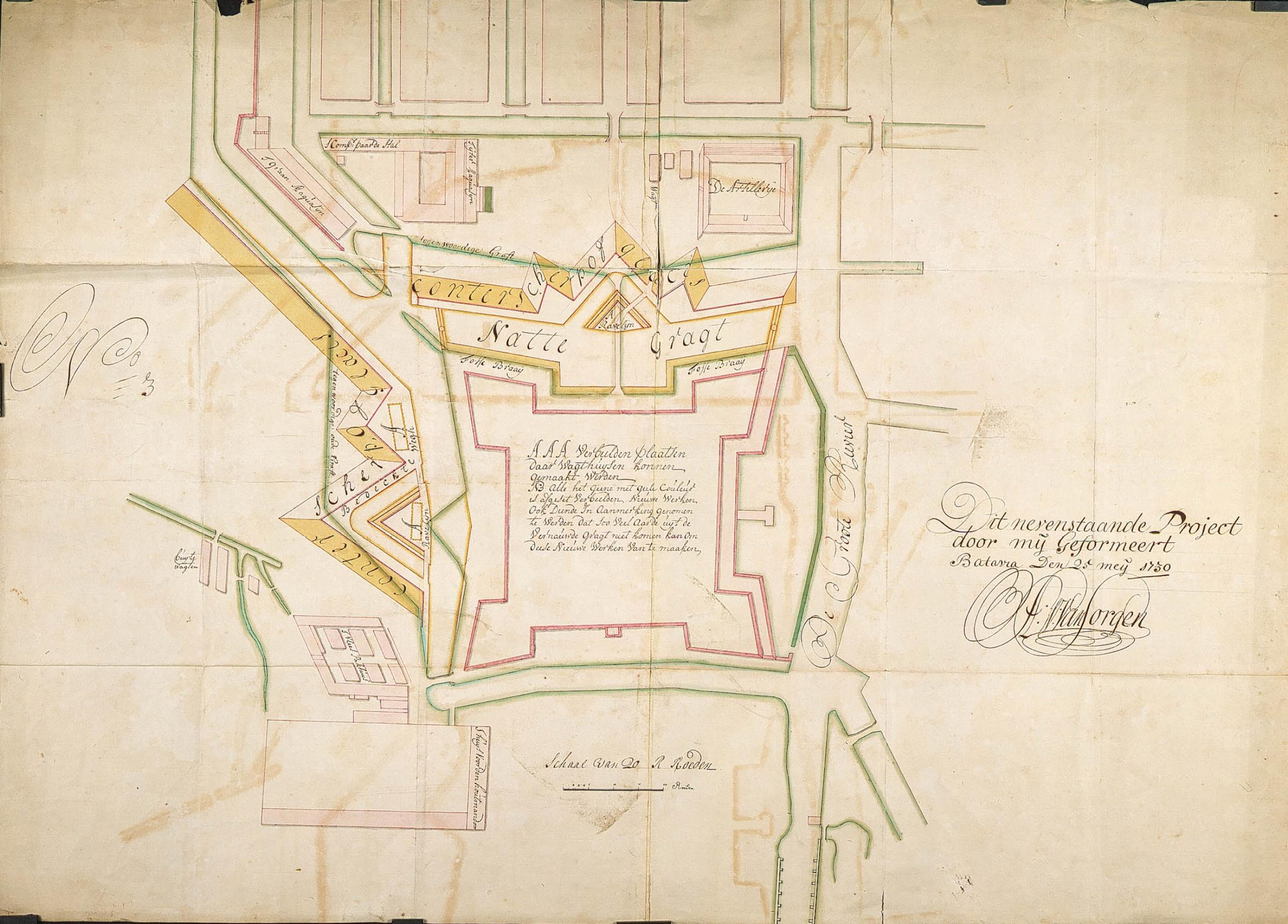
Bouwtekening voor een 'Project tot het versterken en uijtdiepen der gragten van het Casteel Batavia', A.W. van Sorgen (landmeter en kaartenmaker), 1 mei 1730, ingekleurde tekening op papier, collectie Nationaal Archief, 's-Gravenhage
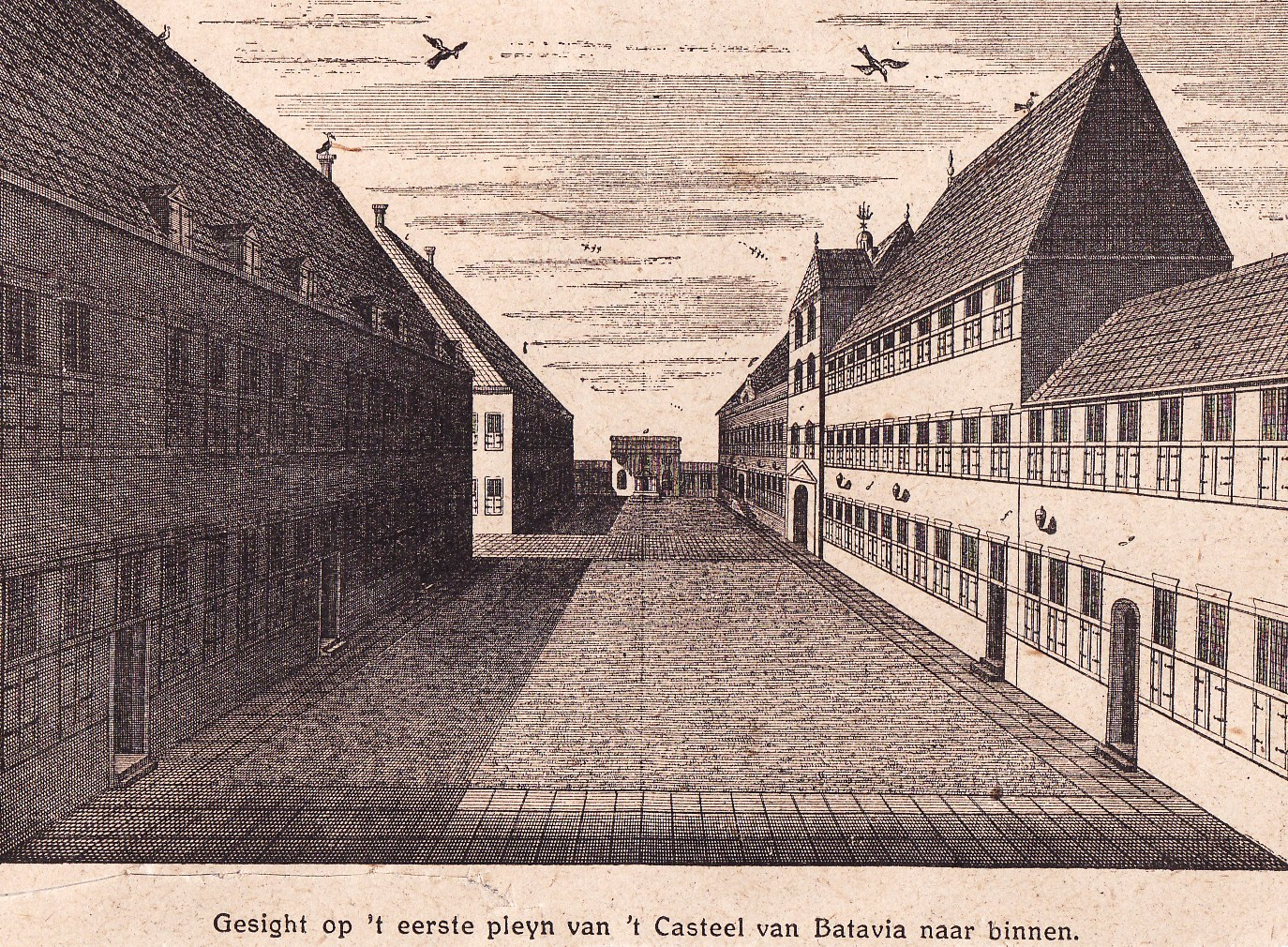
Gezicht op het binnenplein van Kasteel Batavia, anoniem, in 1880 gepubliceerd in het tijdschrift Eigen Haard
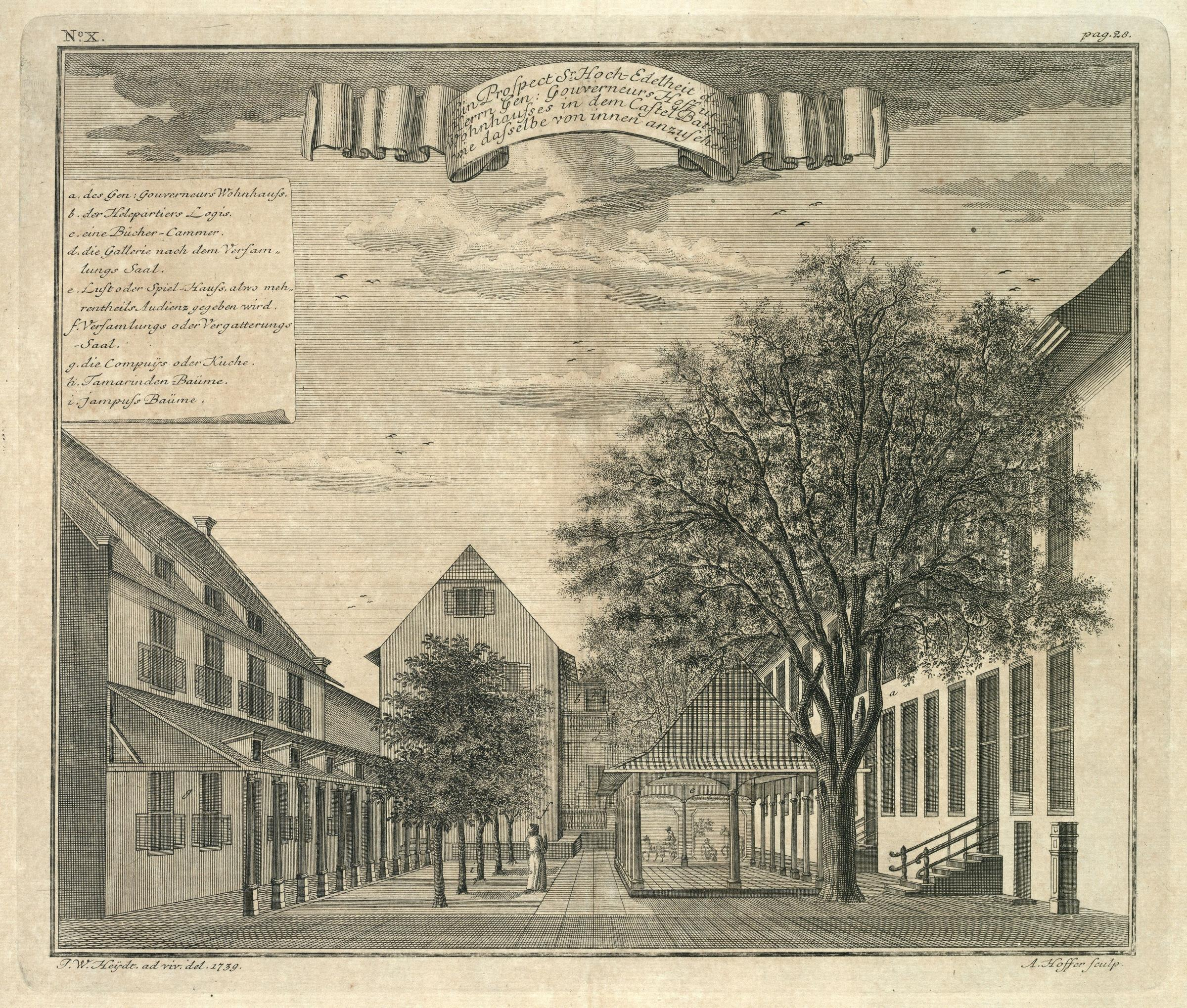
Gezicht op de woning van de gouverneur-generaal in het Kasteel van Batavia, Johann Wolfgang Heydt (tekenaar), Andreas Hoffer (graveur/etser), 1739, koperdruk op papier, collectie Koninklijke Bibliotheek, 's-Gravenhage
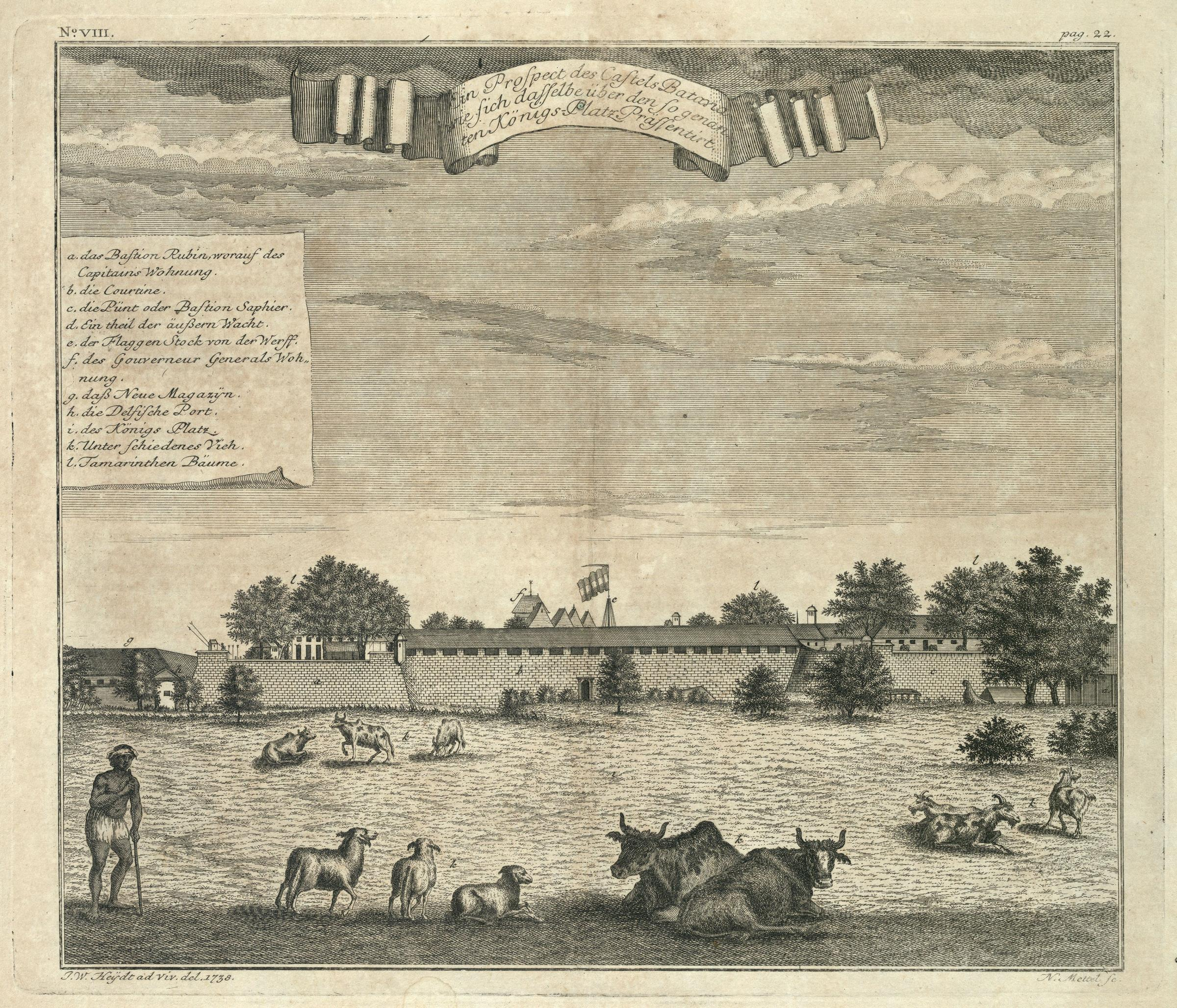
Kasteel Batavia gezien vanaf het Koningsplein, Johann Wolfgang Heydt (tekenaar) en N. Mettel (graveur), 1738, koperdruk op papier, collectie Koninklijke Bibliotheek, 's-Gravenhage
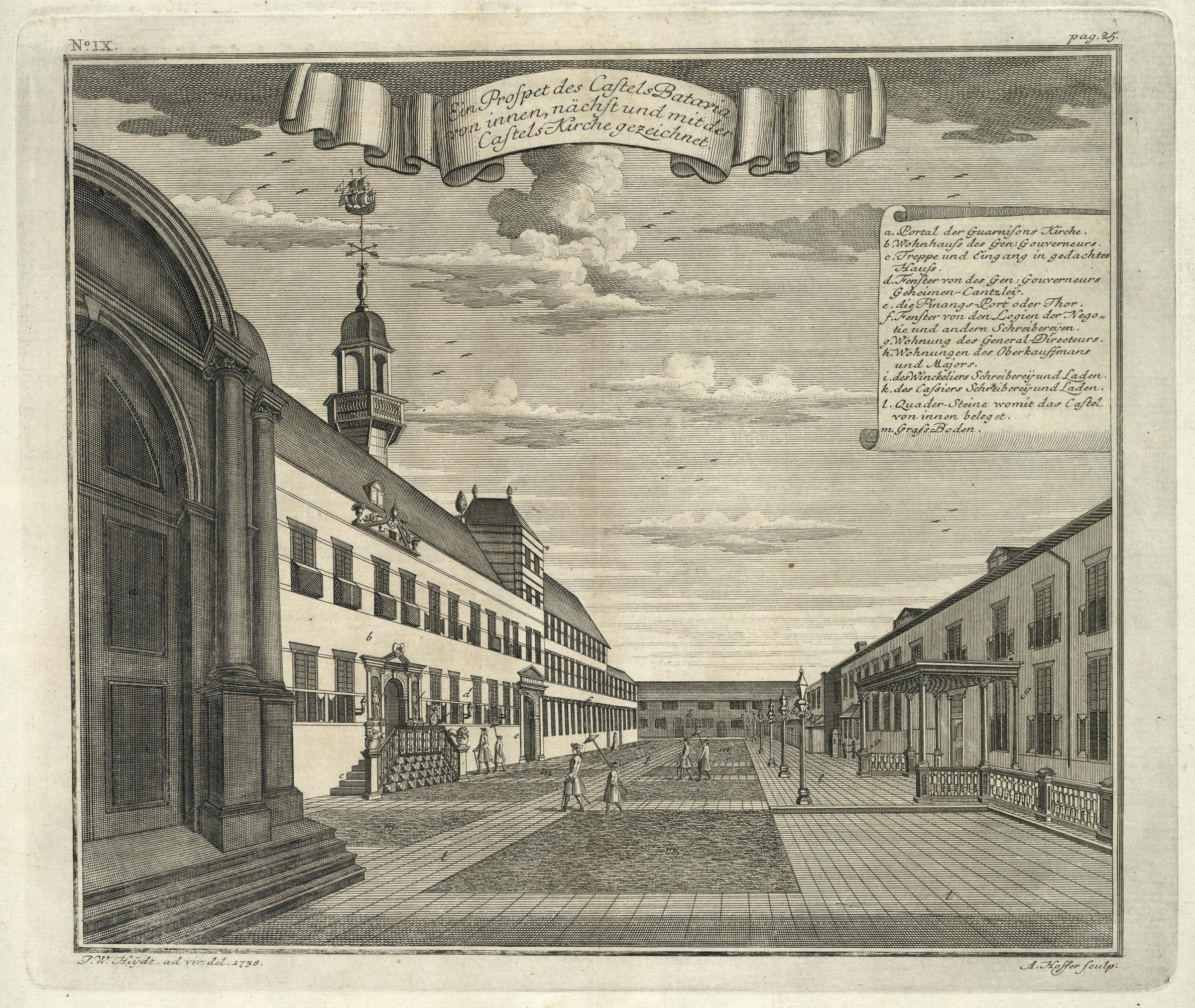
Zicht op een binnenplein van het Kasteel van Batavia met direct links de ingang van de kerk met ernaast de woning van de gouverneur-generaal van de VOC, direct rechts de woning van de directeur-generaal van de VOC, 1738, Johann Wolfgang Heydt (tekenaar) en N. Mettel (graveur), 1738, koperdruk op papier, uit: Atlas Van Stolk, collectie Koninklijke Bibliotheek, 's-Gravenhage
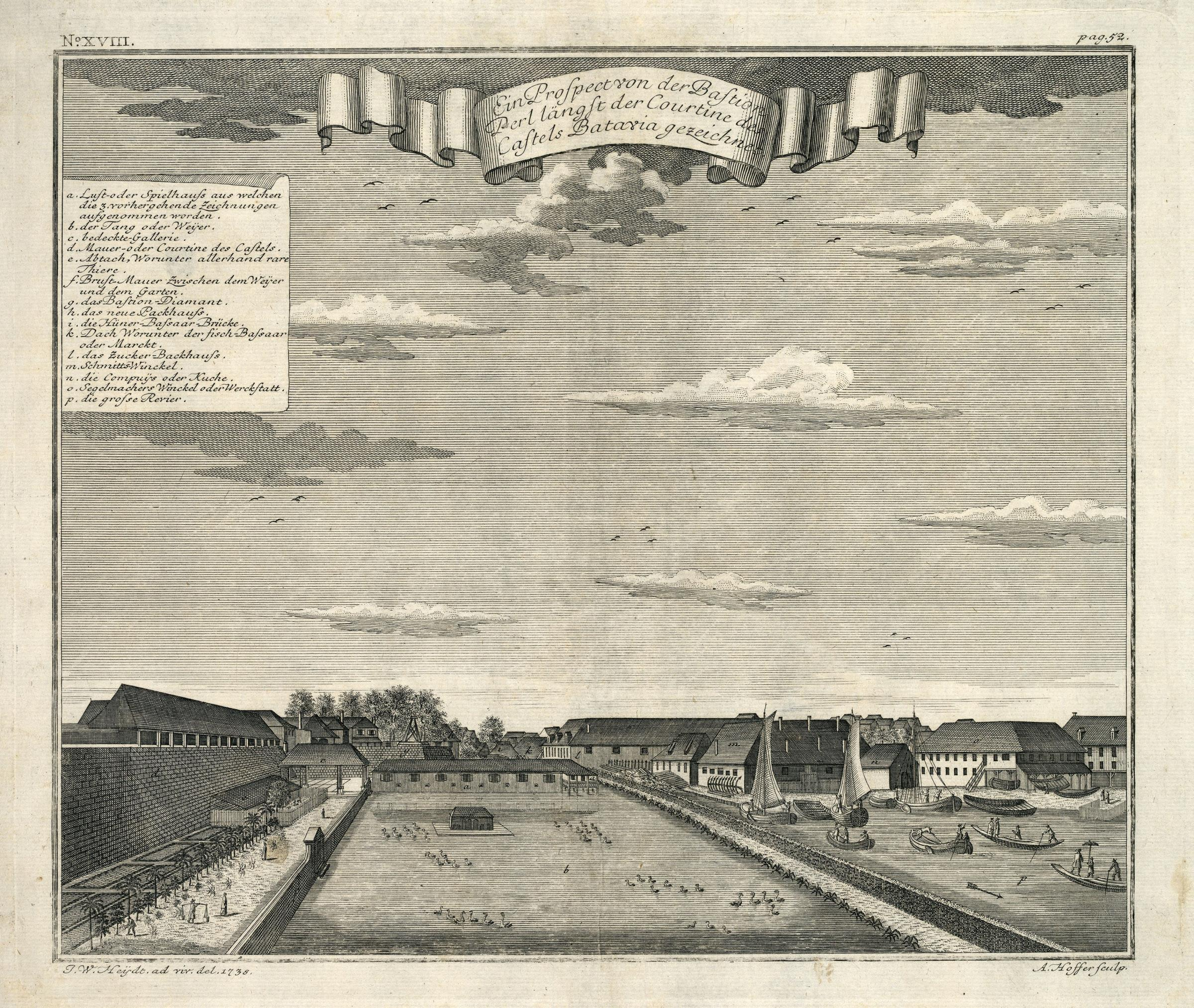
Blik op de eendenvijver van gouverneur-generaal Adriaen Valckenier met links ervan het bastion Parel, een bastion van Kasteel Batavia, gelegen in het noordwestelijke deel van de vesting, Johann Wolfgang Heydt (tekenaar) en N. Mettel (graveur), 1738, koperdruk op papier, collectie Koninklijke Bibliotheek, 's-Gravenhage
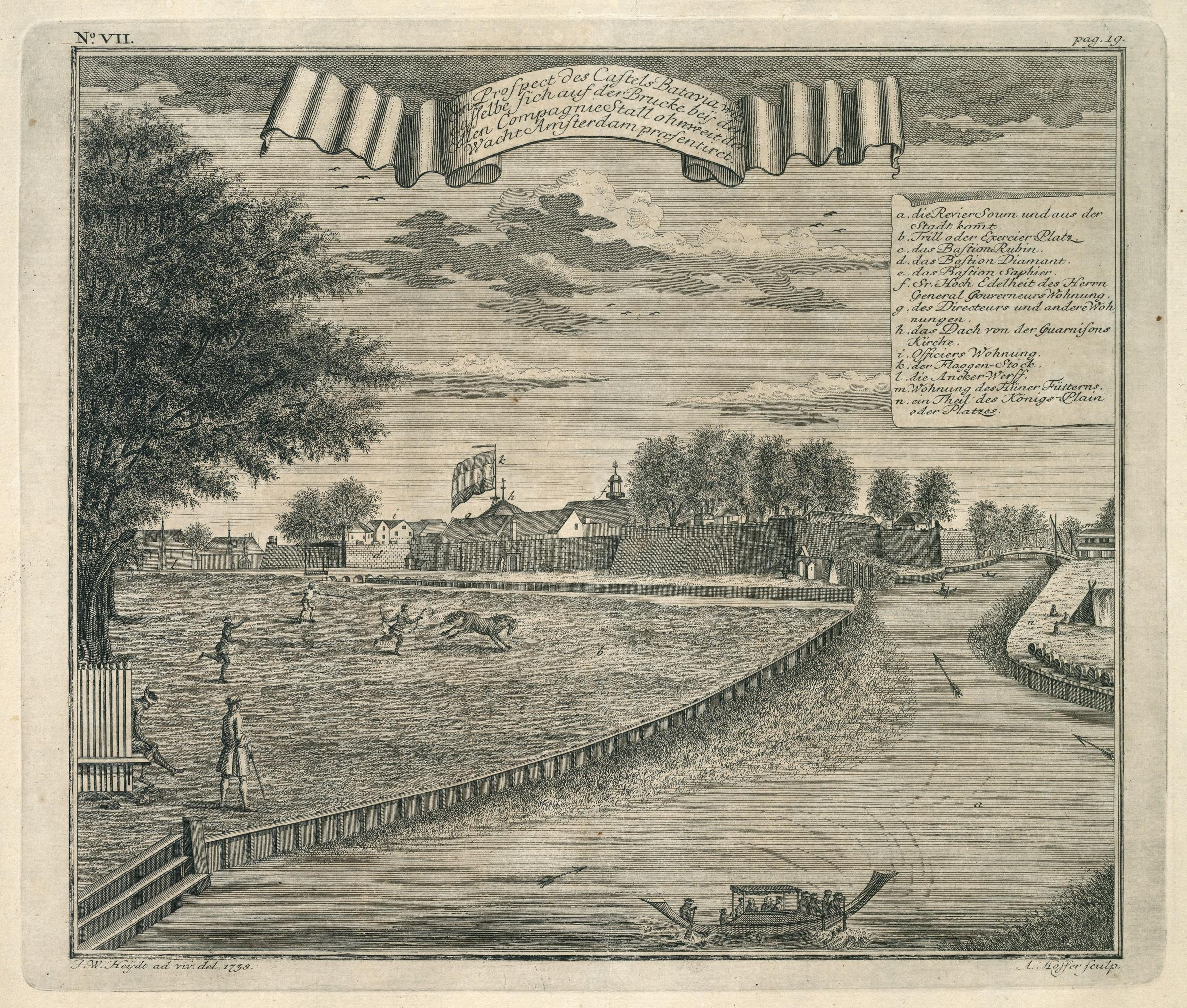
Gezicht op Kasteel Batavia vanaf de brug bij de compagniesstallen, Johann Wolfgang Heydt (tekenaar) en Andreas Hoffer (graveur en etser), 1738, koperdruk op papier, collectie Koninklijke Bibliotheek, 's-Gravenhage
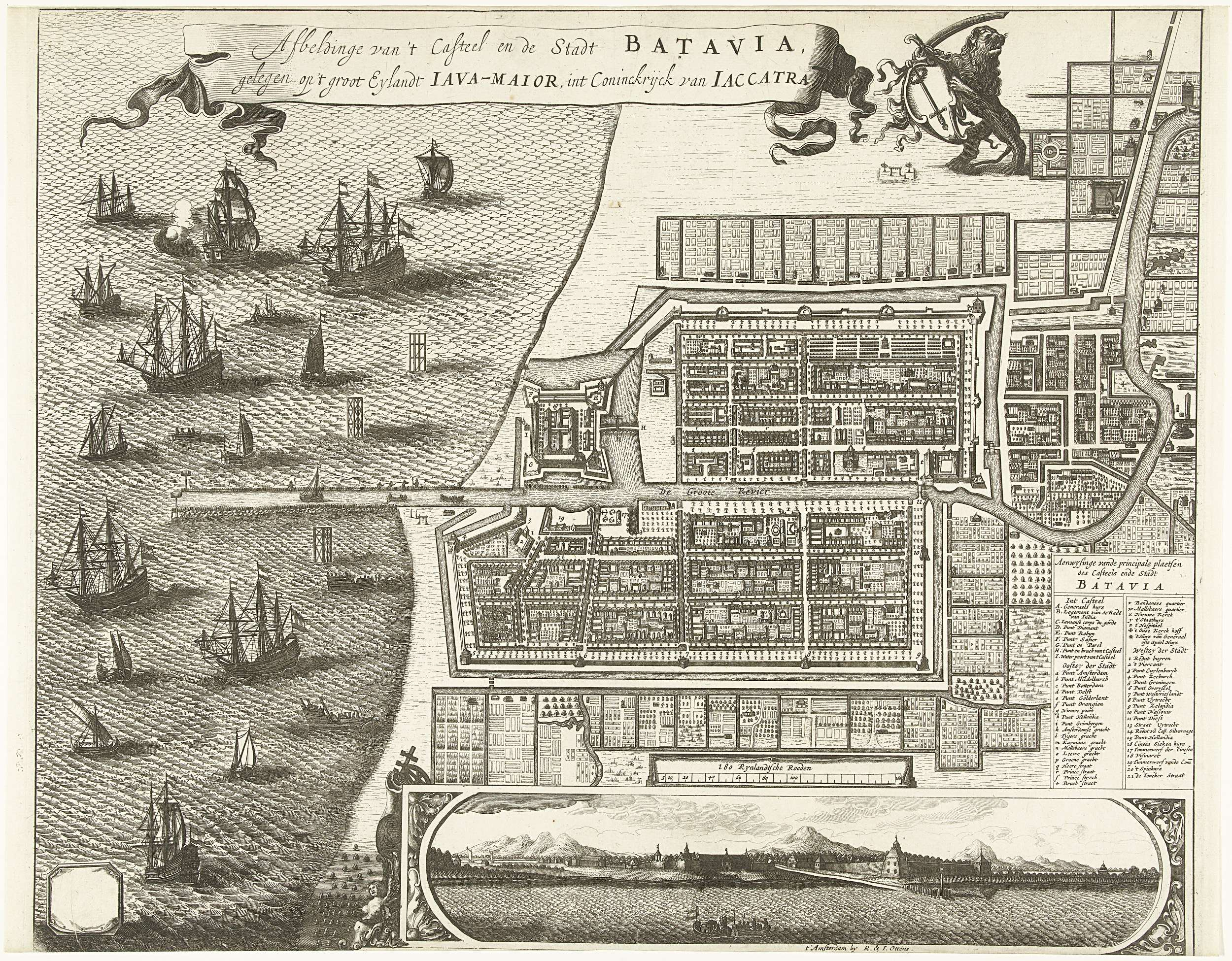
Batavia met links in het midden het Kasteel van Batavia, herkenbaar aan de vier bastions, circa 1740, 40,2 cm hoog bij 51,8 cm breed, ets op papier, collectie Rijksmuseum Amsterdam
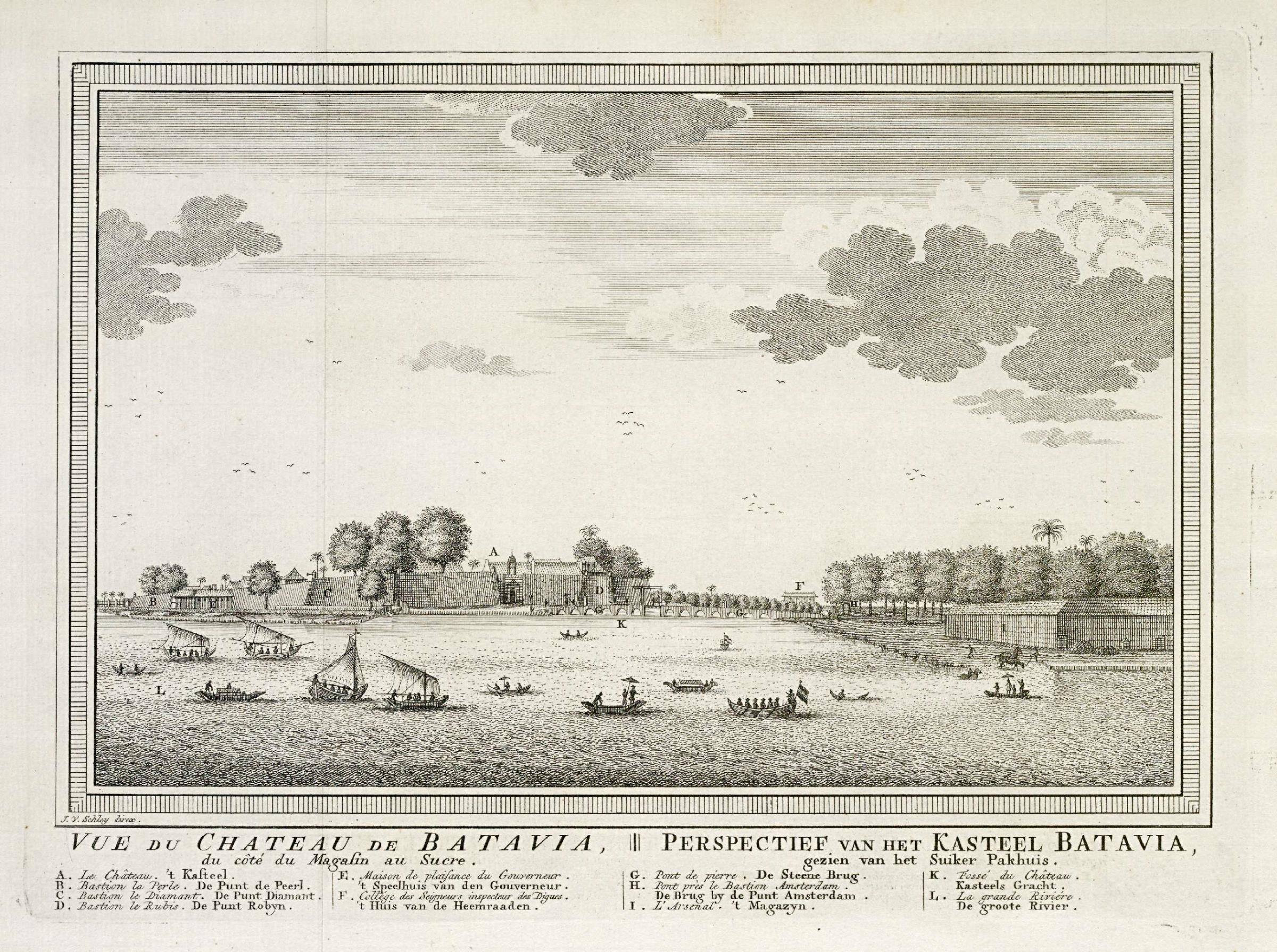
Gezicht op het Kasteel van Batavia vanaf het suikerpakhuis, Jacobus van der Schley, 1753, gravure op papier, collectie Koninklijke Bibliotheek, 's-Gravenhage
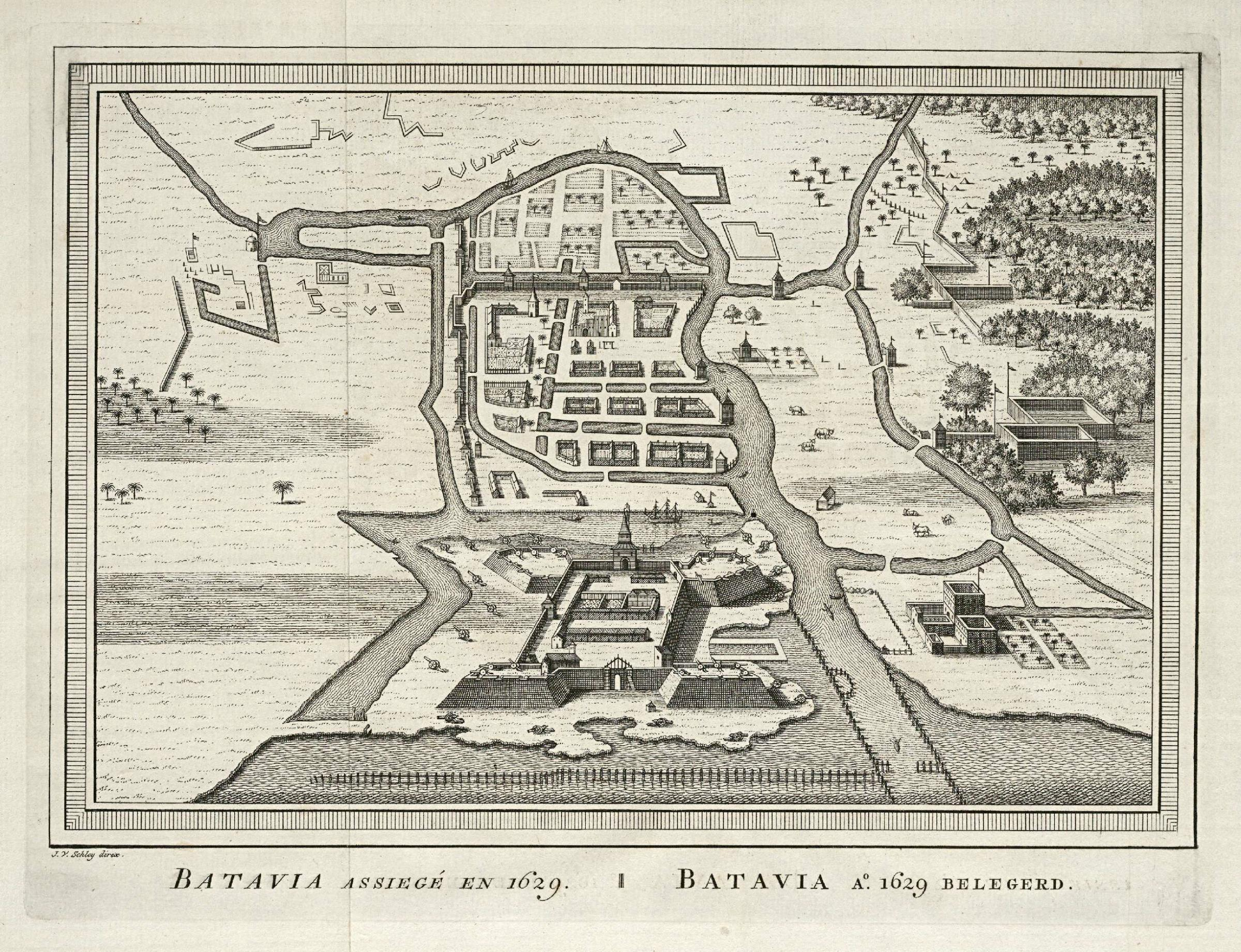
Batavia in vogelvlucht met op de voorgrond Kasteel Batavia, nog vrijwel geheel door water omgeven, Jacobus van der Schley, 1753, gravure op papier, collectie Koninklijke Bibliotheek, 's-Gravenhage
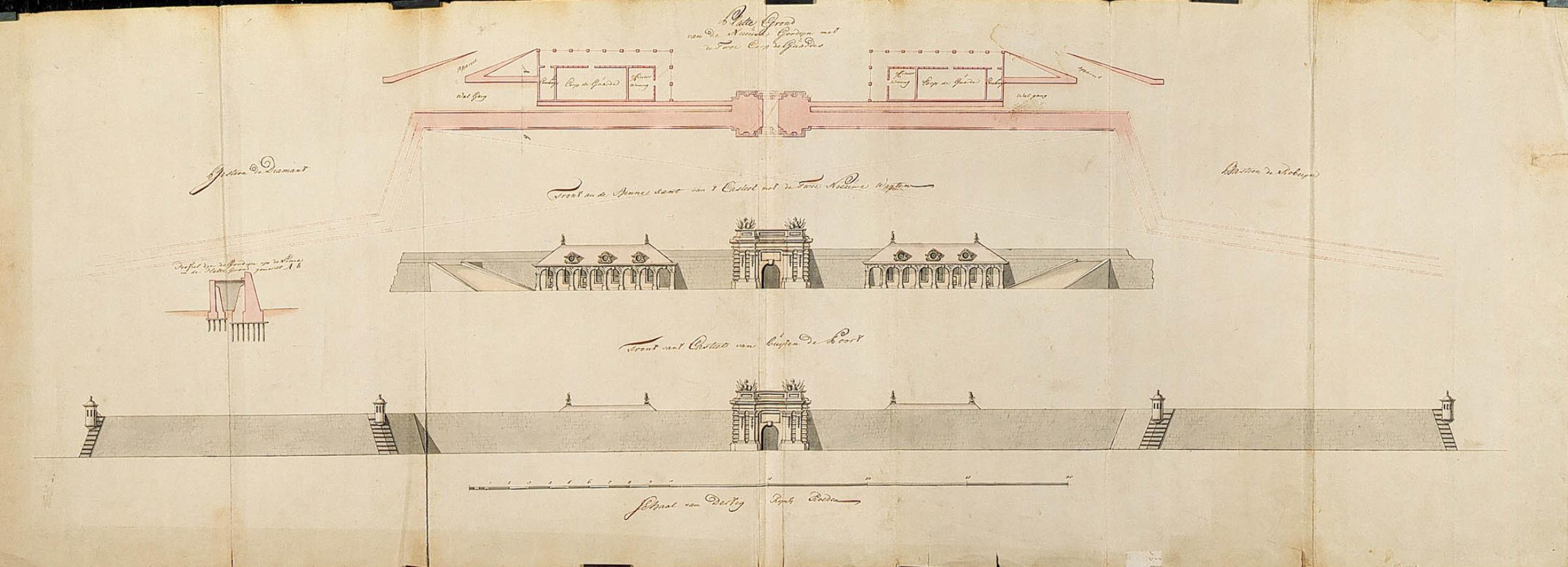
Plattegrond en profielen van Kasteel Batavia, toegeschreven aan C.A. Luepken (landmeter en kaartenmaker) en/of C. van Barnekor (landmeter en kaartenmaker, circa 1764, collectie Nationaal Archief, 's-Gravenhage
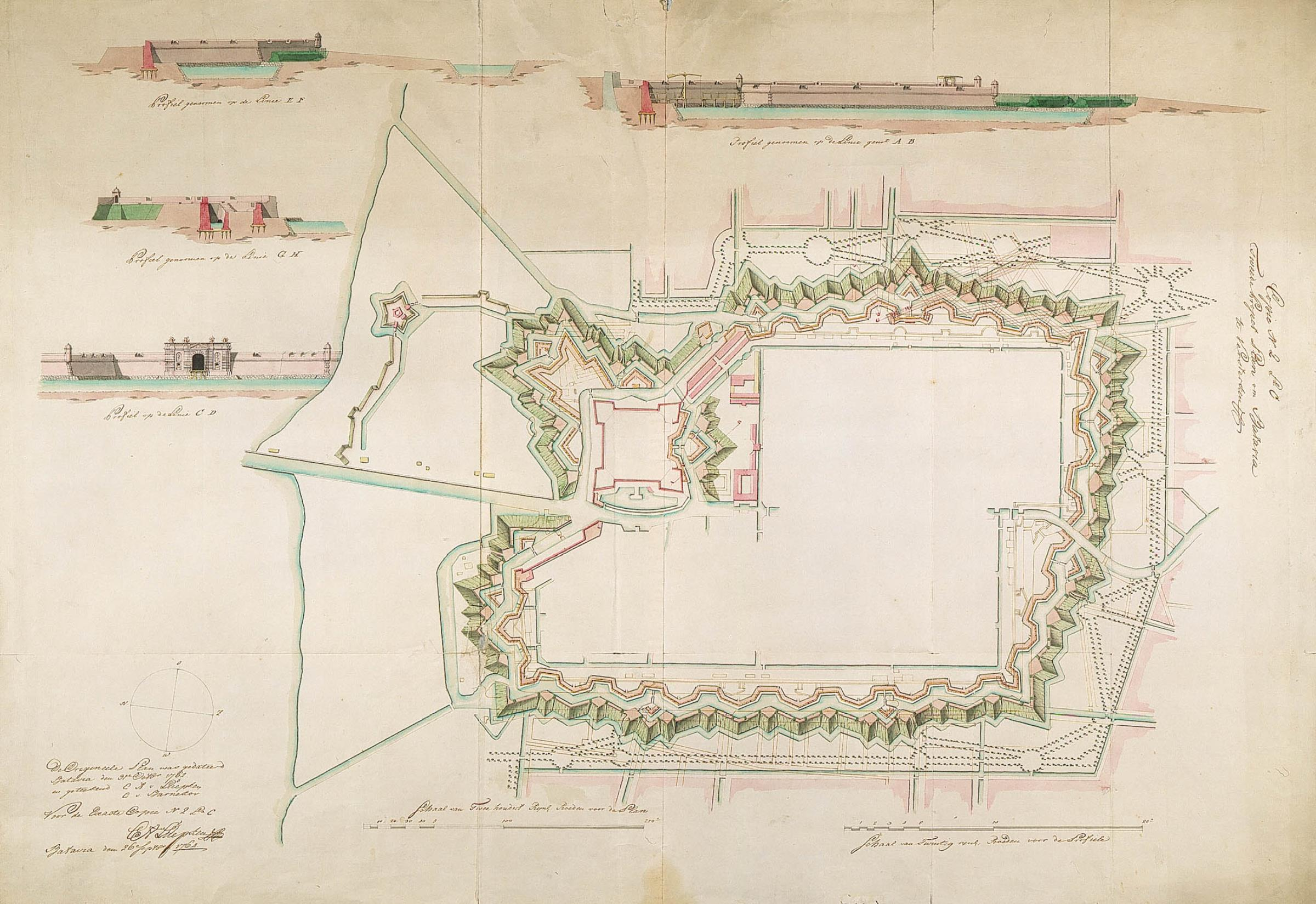
Kaart van de verdedigingswerken van Batavia met hoogtes van het Kasteel van Batavia, C. van Barnekor naar een kaart van C.A. Luepken (landmeter en cartograaf), kopie uit 1764 en gebaseerd op de situatie in 1762, collectie Nationaal Archief, 's-Gravenhage
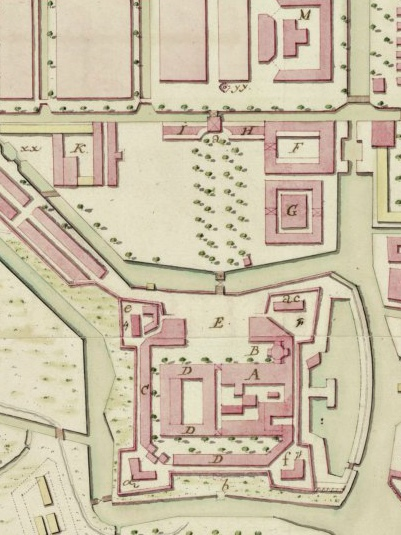
Detail van een kopie naar een kaart uit 1762 van C.A. Luepken (landmeter en cartograaf). De kopie is van de hand van C. van Barnekor en dateert van twee jaar later, collectie Nationaal Archief, 's-Gravenhage
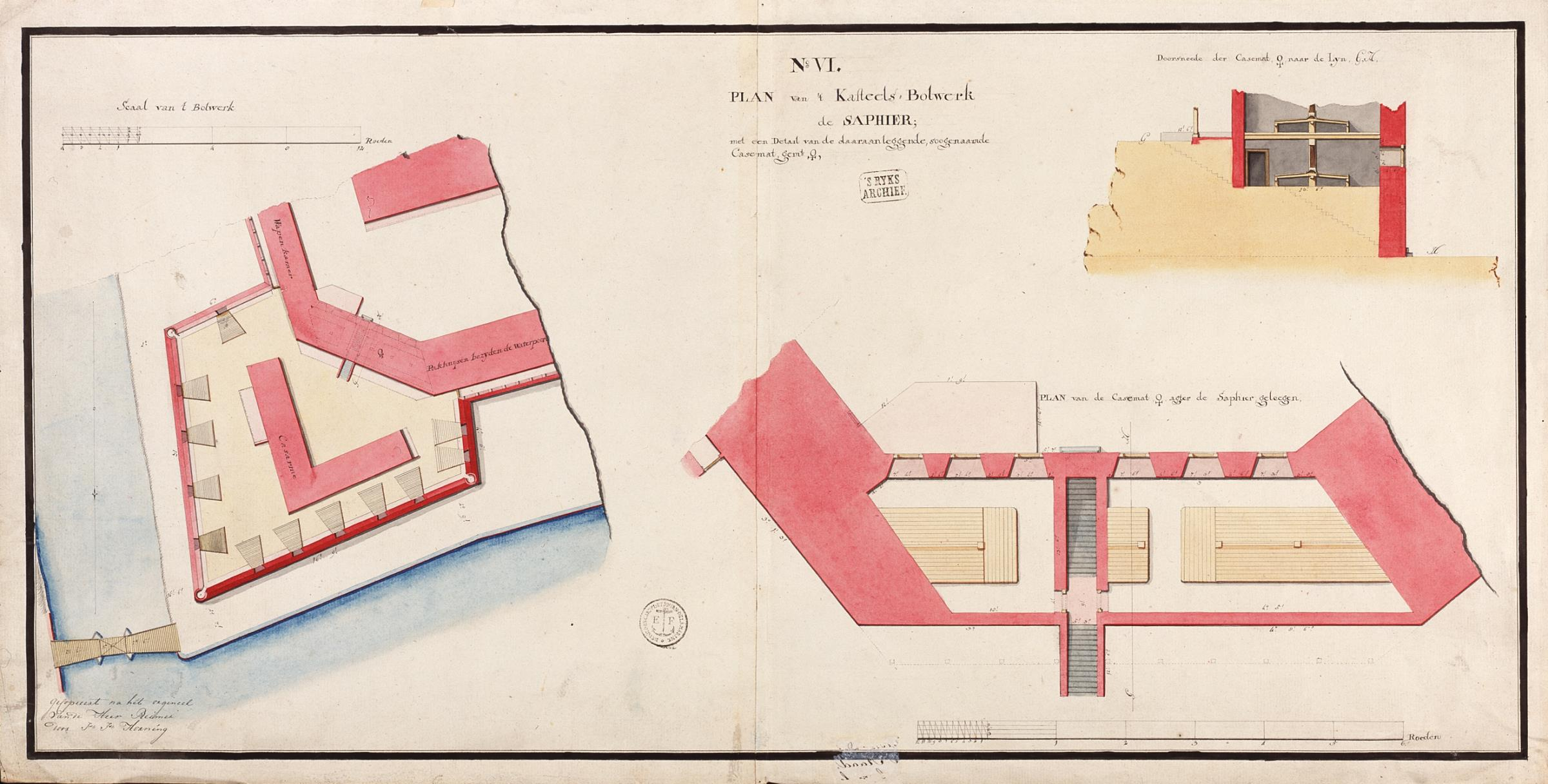
Plan van bastion Saphier van het Kasteel van Batavia 'met een detail van de daaraanleggende soogenaamde Casemat', kopie van Carl Friedrich Reimer naar het origineel van J.J. Hornung (landmeter en kaartenmaker), circa 1762, ingekleurde tekening op papier, collectie Nationaal Archief, 's-Gravenhage
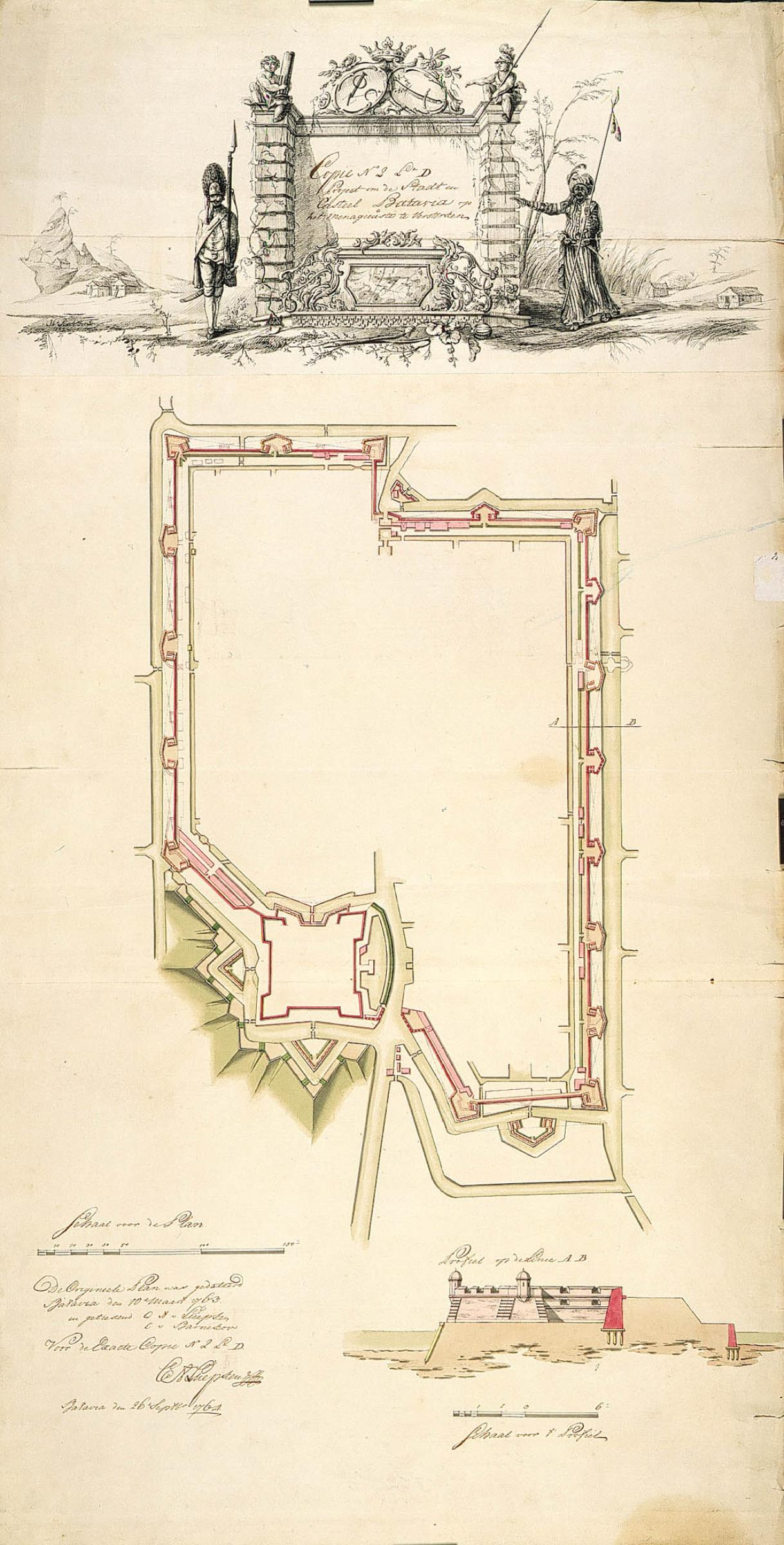
Plattegrond van vestingwerken van Batavia, met hoogtes en zijaanzicht van het Kasteel van Batavia, C. van Barnekor naar een kaart van C.A. Luepken (landmeter en cartograaf), kopie uit 1764 en gebaseerd op de situatie in 1762, ingekleurde tekening op papier, collectie Nationaal Archief, 's-Gravenhage
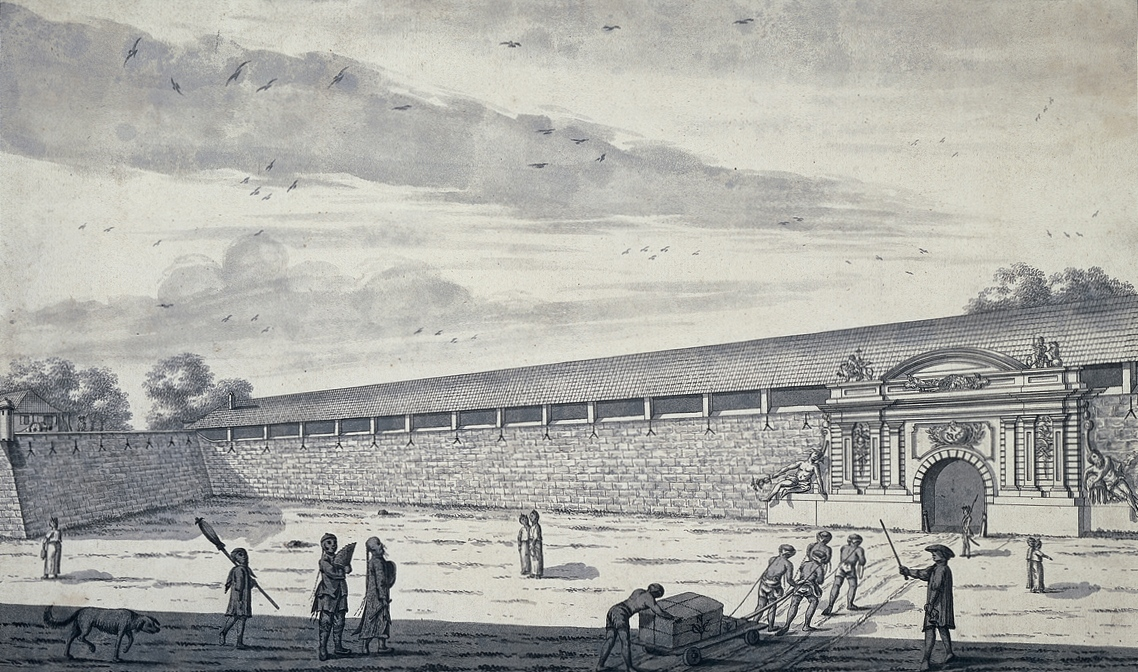
Kasteel van Batavia met op de voorgrond een kar voortgetrokken door vier slaven. Op de achtergrond de Waterpoort en links het bastion Saphier, Johannes Rach, 1767, collectie Rijksmuseum Amsterdam
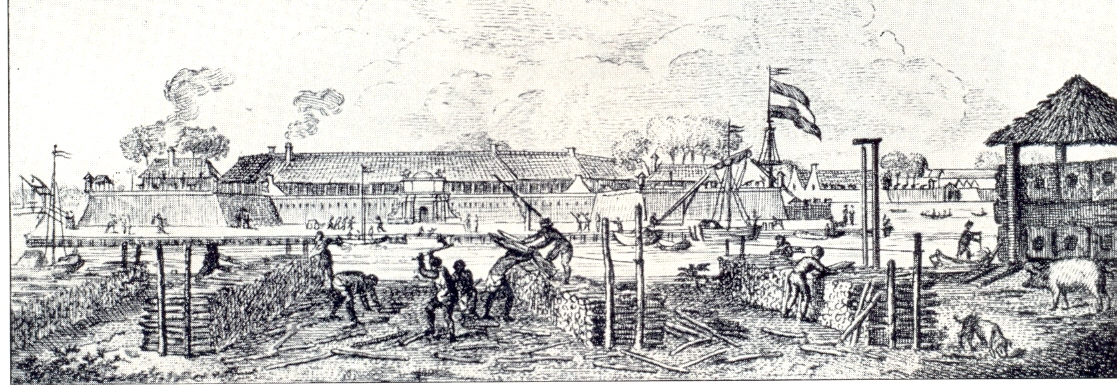
Het Kasteel van Batavia, 1780, Dirk Langendijk naar een tekening van Hendrik Kobell, pen in bruin en penseel in grijs, 17,9 cm hoogte bij 28,8 cm breedte, collectie Rijksmuseum Amsterdam
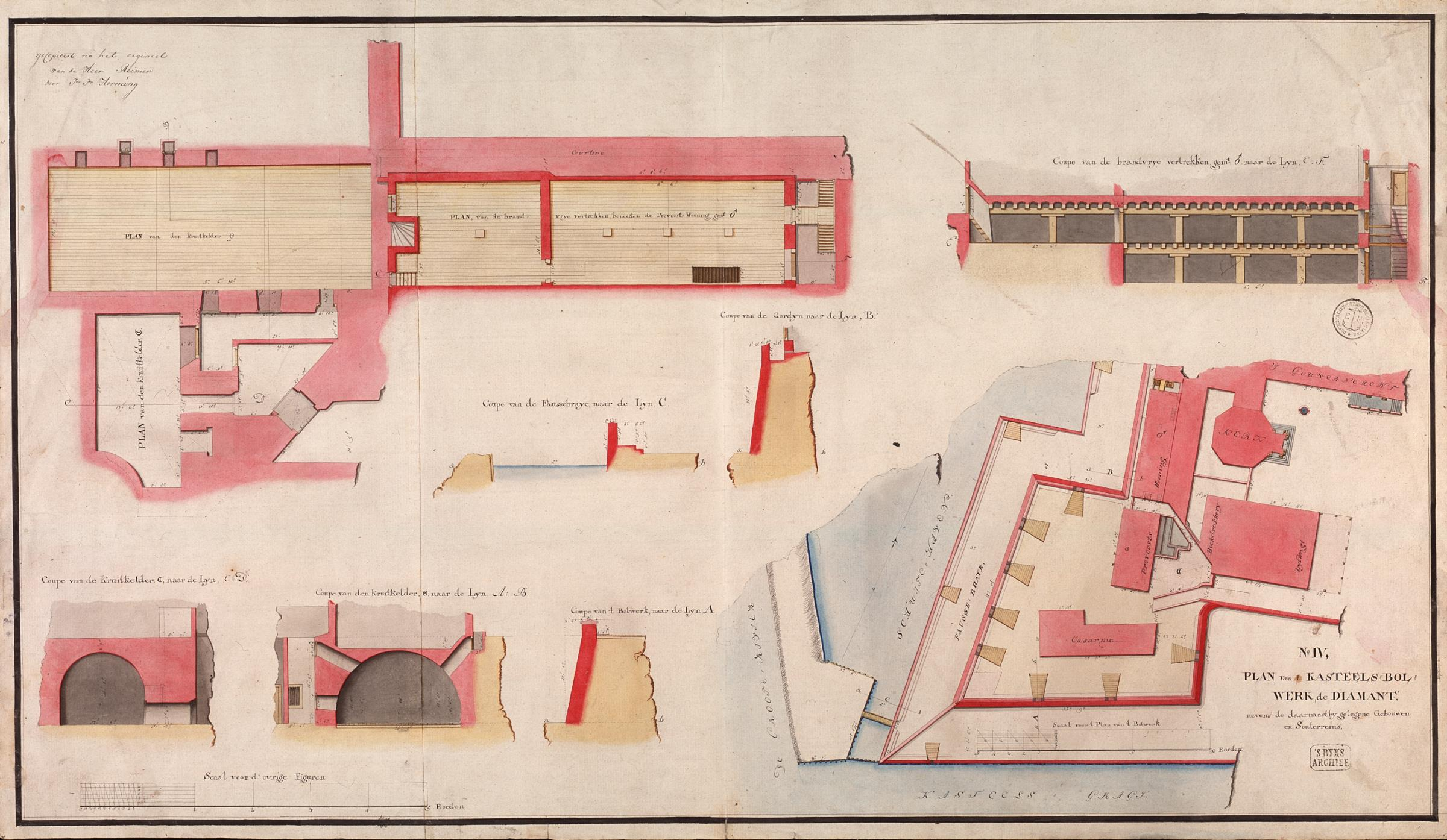
'Plan van 't Casteels Bolwerk de Diamant, nevens de daarnaast bygelegene gebouwen en souterreins', kopie van Carl Friedrich Reimer naar een tekening van J.J. Hornung (landmeter en kaartenmaker), ingekleurde tekening op papier, circa 1787, collectie Nationaal Archief, 's-Gravenhage
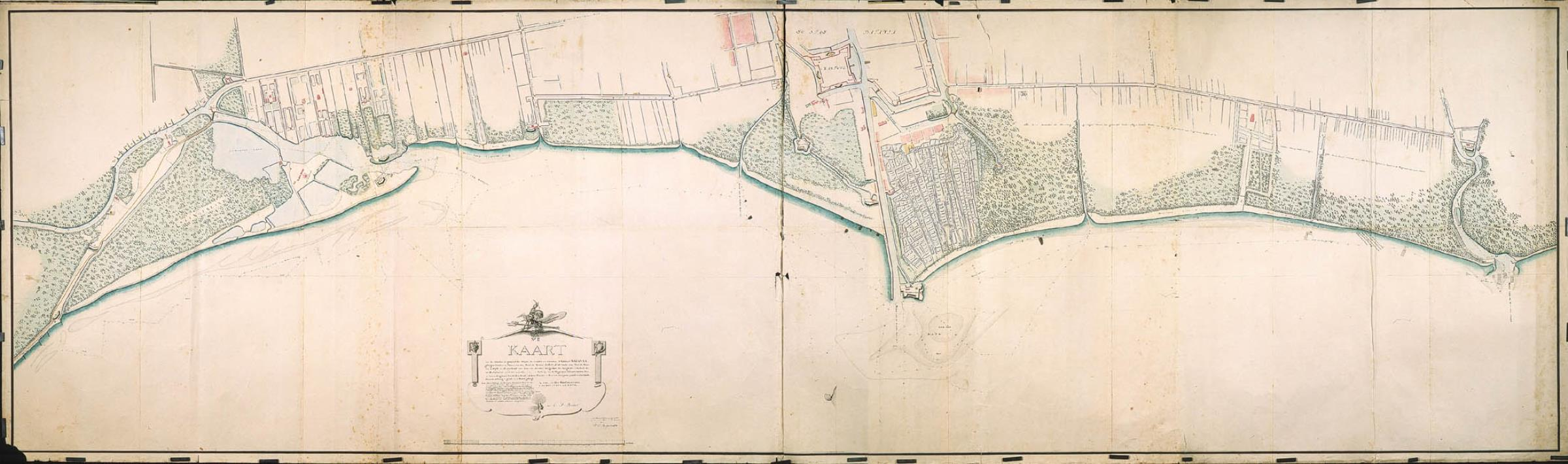
'Kaart van de Stranden en gesamentlyke situatie der bewesten en beoosten 't Kasteel Batavia gelegene landen en tuynen, van den Mond der Rivier Anké af tot voorby den Mond der rivier van Antsjol en Slingerland', kopie door O. Burgemeestre (landmeter en kaartenmaker) naar origineel van Carl Friedrich Reimer, circa 1788, ingekleurde tekening op papier, 352 cm hoogte bij 103 cm breedte, collectie Nationaal Archief, 's-Gravenhage